# Londyn
Londyn (ang. London) – stolica i największe miasto Anglii i Wielkiej Brytanii, położone w południowo-wschodniej części kraju, nad Tamizą. Jest trzecim co do wielkości miastem Europy, po Moskwie i Stambule, a jednocześnie jednym z większych miast świata zarówno w skali samego miasta, jak i całej aglomeracji. Liczba mieszkańców Londynu (w granicach tzw. Wielkiego Londynu) wynosi ok. 8,982 mln (2019) na obszarze 1572 km²; cały zaś obszar metropolitalny Londynu w 2018 r. liczył prawie 12,5 milionów mieszkańców. Około 20% mieszkańców pochodzi z Azji, Afryki i Karaibów.
Współczesny Londyn jest drugim pod względem wielkości centrum finansowym świata. Dokonuje się tam 30% światowego obrotu walutami i 40% światowego obrotu euroobligacjami. Swoje główne siedziby ma tam kilkaset banków oraz wielkie towarzystwa ubezpieczeniowe i inwestycyjne. Jest także ogromnym ośrodkiem medialnym.
W 2018 Londyn odwiedziło 20,42 mln turystów z całego świata – był na drugim miejscu wśród najczęściej odwiedzanych miast świata po Bangkoku w Tajlandii.

## Definicje Londynu
Przede wszystkim jest to region administracyjny, zwany również Wielkim Londynem (ang. Greater London), zarządzany przez autonomiczne władze zwane Greater London Authority (GLA). Aglomeracja londyńska obejmuje obszar zbliżony do Wielkiego Londynu i o trochę większej populacji. Rdzeniem Londynu jest mała, historyczna dzielnica City of London zwana też The City lub „milą kwadratową” (ang. Square Mile). Dzielnica City of London posiada status  city, jak również jest hrabstwem ceremonialnym. Obecny obszar Wielkiego Londynu obejmuje historyczne hrabstwa Middlesex oraz fragmenty hrabstw Kent, Surrey, Essex i Hertfordshire.
Obszar metropolitalny Londynu (ang. the metropolis) najbardziej dynamiczny wzrost osiągnął w epoce wiktoriańskiej oraz latach międzywojennych. Rozwój został zatrzymany w latach 40. XX wieku, z powodu II wojny światowej oraz uchwalenia pasów zieleni wokół miast. Obszar działania Policji Metropolitalnej (ang. The Metropolitan Police District), obszar działania władz lokalnych Wielkiego Londynu oraz obszar Transportu londyńskiego (ang. London Transport Area) zmieniały się często, ale zazwyczaj odpowiadały granicom Wielkiego Londynu.

## Nazwa
Pochodzenie nazwy miasta nie jest jasne i jest przedmiotem wielu teorii i domysłów.
Według jednej z legend nazwa miałaby pochodzić od króla Luda, mitycznego władcy celtyckiego plemienia Trynowantów (łac. Trinovantes), który miał założyć miasto w I wieku p.n.e. lub znacząco rozbudować istniejące miasto. Po jego śmierci osadę nazwano Kaerlud lub Kaerlundein (miasto Luda), która to nazwa miała zostać przekształcona w rzymskie Londinium.
W 1998 roku Richard Coates zaproponował pochodzenie nazwy od przedceltyckiego staroeuropejskiego słowa (p)lowonida, oznaczającego rzekę zbyt szeroką, by pokonać ją w bród, nawiązującego do Tamizy. Nowsze badania wiążą nazwę z praindoeuropejskim *lendh, oznaczającym „tonąć, topić”, oraz członem *-injo- lub *-onjo-, używanym do tworzenia nazw miejsc. Nazwa miałaby więc oznaczać „miejsce, w którym występują powodzie”.
Inne teorie wiążą nazwę Londyn z celtyckim słowem mającym dziś postać llon lub lon, oznaczającym jedzenie, posiłek lub miejsce posiłku, oraz din, czyli „miły, budzący uczucie akceptacji”, a cała nazwa miałaby oznaczać miejsce obfite w jedzenie, na przykład dużą liczbę ryb przy ujściu rzeki.

## Historia

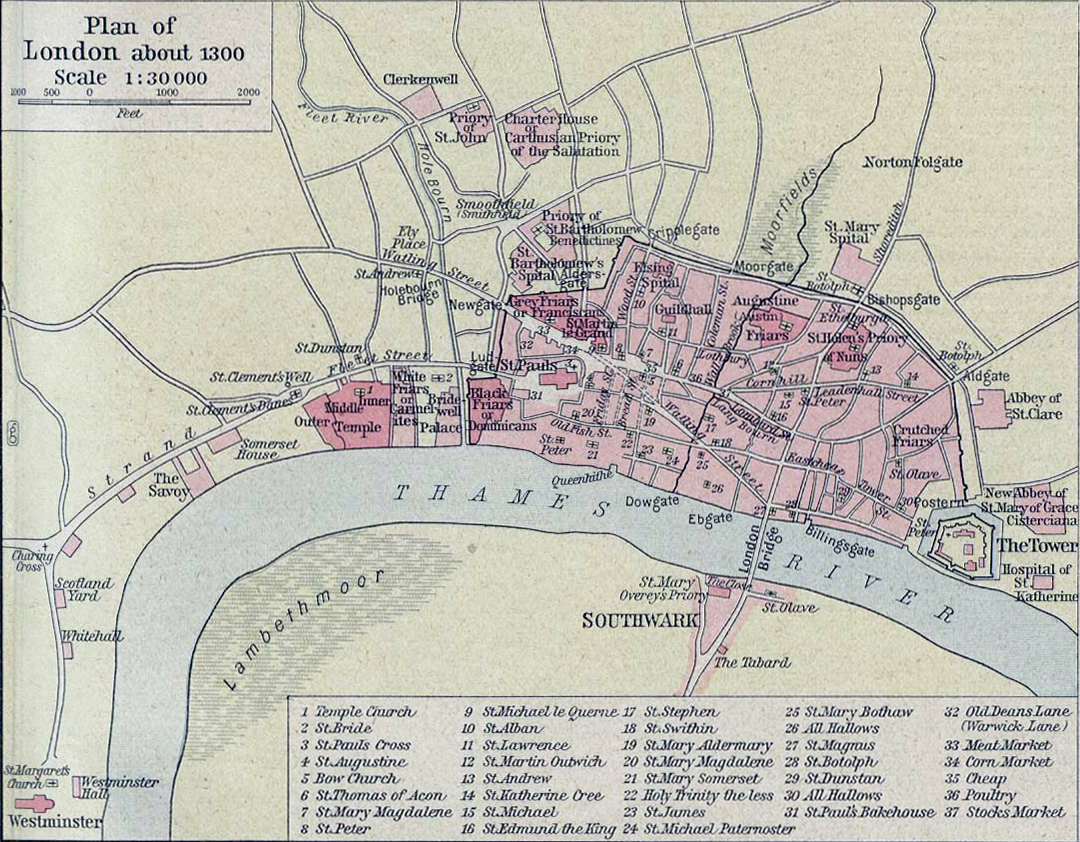
Londyn w 1300

Trafalgar Square (1890)

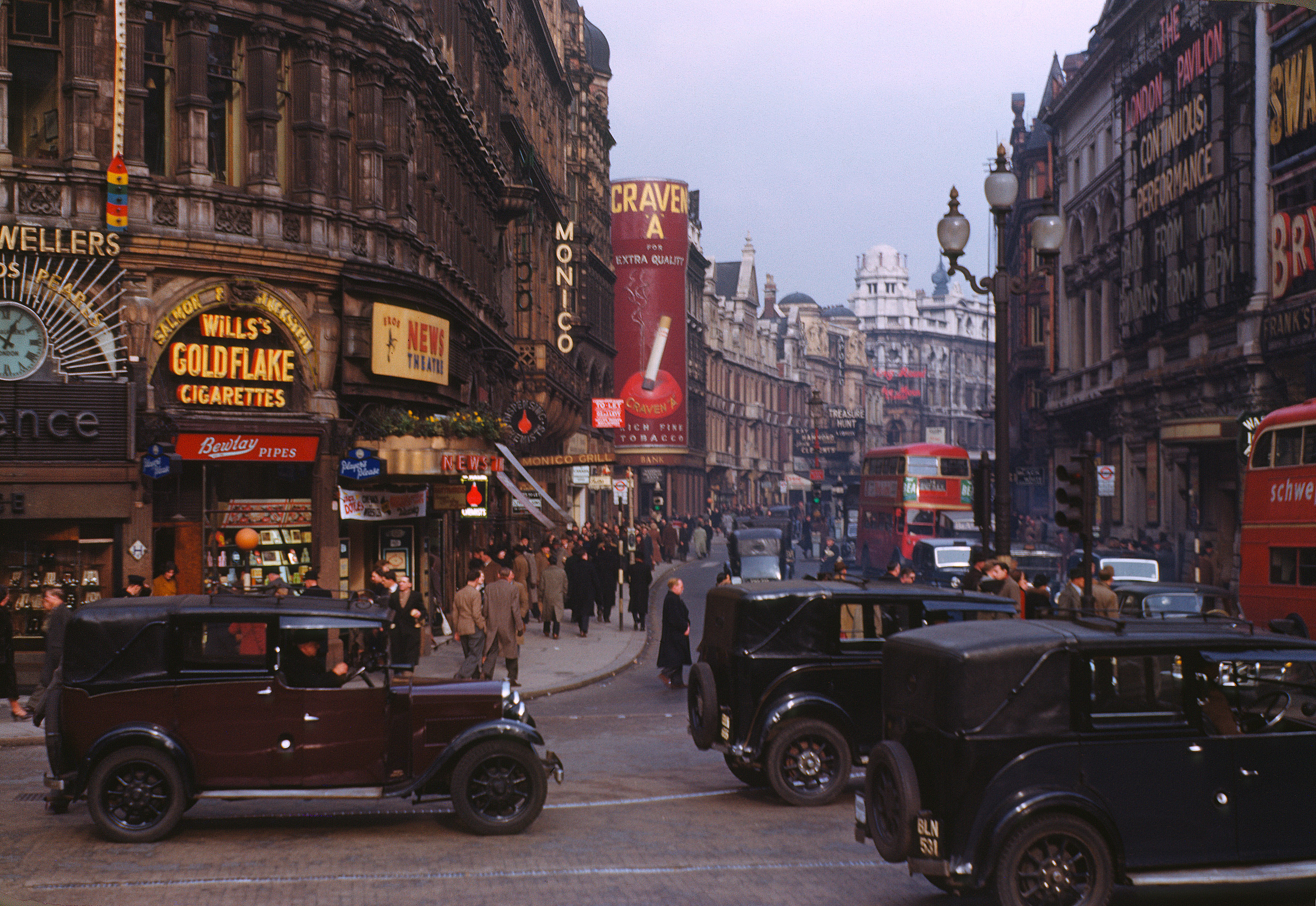
Piccadilly Circus (1949)

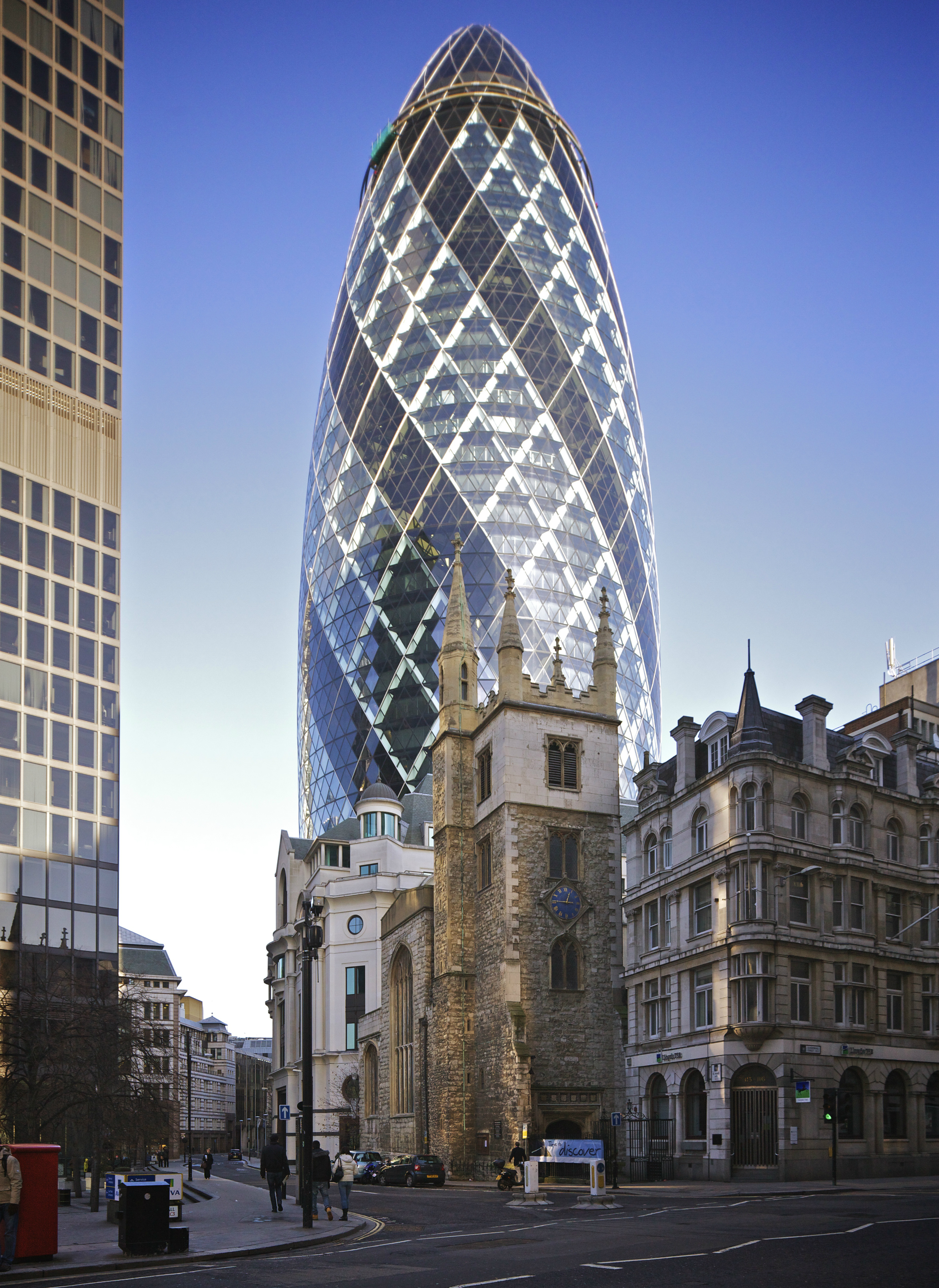
30 St Mary Axe (2010)

Pierwszymi śladami działalności osadniczej na terenie Londynu są odkryte pozostałości po rzymskiej osadzie założonej najprawdopodobniej w 43 roku naszej ery, czyli w czasie inwazji wojsk cesarza rzymskiego Klaudiusza na Brytanię. Odnaleziono także pozostałości po obozie warownym datowanym na lata 70–80 n.e. na wzgórzach Cornhill i Ludgate Hill. Rzymianie oznaczyli centrum Londinium kamieniem Londyńskim, który jest do tej pory widoczny na Cannon Street. Niemniej prawdopodobne jest, że osady miejscowej ludności istniały tu jeszcze przed przybyciem Rzymian na Wyspy Brytyjskie. Londyn głównie dzięki rozwojowi handlu z krajami kontynentu europejskiego (rzymska nazwa Londinium) stał się jednym z najbogatszych miast Imperium. Za czasów rzymskich miasto liczyło ok. 30 tysięcy mieszkańców.
W roku 313 założono tu biskupstwo, a na początku VII wieku stolicę królestwa Esseksu. W XI wieku Londyn zaczął pełnić funkcję faktycznej stolicy kraju.
Przez kilka wieków niewielki, liczący 133 ha obszar rzymskiego Londinium odpowiadał w zasadzie średniowiecznemu Londynowi. Dopiero w XII wieku rozpoczął się dynamiczny rozwój wykraczający poza mury miejskie, głównie wzdłuż dróg komunikacyjnych w kierunku zachodnim.
Stolica Anglii została przeniesiona do Londynu z Winchesteru w XII i XIII wieku po zbudowaniu Pałacu Westminsterskiego i uczynieniu go siedzibą dworu królewskiego, a tym samym polityczną stolicą całego narodu angielskiego.
W roku 1666 wielki pożar strawił większą część miasta. W ciągu kilku dni spłonęło ponad 13 tys. domów i niemal 90 kościołów. Wydarzenie to pogłębiło szkody zapoczątkowane w poprzednim roku przez epidemię dżumy, w wyniku której śmierć poniosło aż 100 tysięcy mieszkańców.
W okresie odbudowy miasta starano się kontrolować rozwój stolicy, m.in. poprzez wprowadzenie przepisów budowlanych, zaniechanie budowy drewnianej itp. Niektórym pożar przyniósł jednak korzyści, zwłaszcza sir Christopherowi Wrenowi, któremu zlecono zadanie odbudowania spalonej stolicy. Dzięki temu powstały takie arcydzieła, jak Royal Naval Hospital w Greenwich i katedra św. Pawła.
W latach 60. XVIII wieku zburzono średniowieczne mury obronne, co spowodowało rozrost miasta.
W XVIII wieku Londyn stał się największym miastem Europy, prześcigając Paryż (dotychczasowego lidera). Już około 1700 roku Londyn liczył niemal 700 tysięcy mieszkańców. W pierwszej dekadzie wieku XIX liczba londyńczyków przekroczyła milion. Wszystkie dane dotyczące ich liczby na początku XVIII stulecia są jedynie danymi szacunkowymi, gdyż pierwszy spis mieszkańców przeprowadzono dopiero w 1801. Wiadomo jednak, że w 1732 Londyn liczył sobie 5099 dużych ulic, uliczek i placów. Wszystkich razem domów było 95 968. XVIII-wieczny Londyn był miastem kontrastów, złożonym właściwie z trzech połączonych miast: Londynu właściwego na północnym wschodzie (wokół kupieckiej dzielnicy City z własnym do dziś istniejącym samorządem), Westminsteru na północnym zachodzie (z siedzibą parlamentu) i położonego na południowym brzegu Tamizy Southwark; nie było więc i nie ma dziś czegoś takiego jak centrum Londynu. W czasach Defoe i Burke’a Londyn, Westminster i Southwark miały własnych reprezentantów w parlamencie, lecz nawet razem ich wpływ na postanowienia tego ciała był niewielki; w skali kraju przeważały wiejskie okręgi wyborcze. Londyn czasów oświecenia był celem podróży wielu liberałów europejskich.
Dalszemu rozwojowi przestrzennemu miasta towarzyszyła wzrastająca liczba populacji, szczególnie dynamicznie w okresie rewolucji przemysłowej w XIX wieku. W stuleciu tym zanotowano siedmiokrotny wzrost liczby ludności.
W 1851 Londyn gościł Wystawę Przemysłu Wszystkich Narodów, będącą de facto protoplastą dzisiejszego Expo. Kilka lat później w mieście nastąpiło otwarcie pierwszej na świecie linii kolei podziemnej, w ceremonii otwarcia uczestniczyła królowa Wiktoria.
W 1908 w Londynie odbyły się Letnie Igrzyska Olimpijskie, jedne z pierwszych nowożytnych igrzysk na świecie.
W okresie I wojny światowej miasto było atakowane przez niemieckie bombowce i zeppeliny. Bombardowań stolicy było 27, ostatnie wiosną 1918, najpoważniejsze zaś 13 czerwca 1917. Dwadzieścia samolotów Gotha G.IV razem ze sterowcami LZ zrzuciło wtedy na miasto prawie 4,5 tony bomb. W sumie lotnictwo II Rzeszy zrzuciło ich aż 115 ton, które zabiły 835 Londyńczyków, a 1972 zraniły.
Podczas II wojny światowej miasto było bombardowane początkowo przez samoloty niemieckie, później przez rakiety. Luftwaffe używało przeważnie bombowców strategicznych Dornier Do 17 i Heinkel He 111. Od połowy 1944 aż do końca wojny Niemcy używali już tylko pocisków V1 oraz V2. Wszystkie te naloty spowodowały zniszczenie dzielnicy portowej oraz częściowo City.
Po zakończeniu wojny rozpoczęto realizację planu przestrzennego rozwoju stolicy, obejmującego m.in. wyeliminowanie slumsów (co nie do końca się udało, gdyż różnice między najbogatszymi i najbiedniejszymi mieszkańcami Londynu jedynie się pogłębiły), konsolidację pasa zieleni otaczającego miasto (London’s Green Belt) oraz budowę, w promieniu kilkudziesięciu kilometrów od jego centrum, kilku miast-ogrodów (w tym Basildon, Harlow, Hemel Hempstead i Crawley). Podjęto także wysiłki zmierzające do likwidacji londyńskiego „smogu” (ponoć problem ten istniał już w XIV wieku, zaś kulminację osiągnął w 1952, podczas „wielkiego smogu londyńskiego”) oraz oczyszczenia wód Tamizy.

## Demografia

### Populacja
Londyn w 2011 miał 8 173 941 mieszkańców. Stanowi to około 13% ogółu populacji Wielkiej Brytanii, która obejmuje tylko 0,6% powierzchni kraju. Średnia gęstość zaludnienia wynosi 5200/km². W tym roku Londyn pod względem liczby mieszkańców zajmował 22. miejsce na świecie. Najwięcej osób mieszka w Barnet i Croydon, najmniej w City i Kensington and Chelsea. Mężczyźni stanowią 49,3% populacji, kobiety zaś 50,7%.
Podział mieszkańców ze względu na wiek w 2011 roku:
| Wiek              | 0-15   | 16-29  | 30-44  | 45-59  | 60-74 | +75   |
| ----------------- | ------ | ------ | ------ | ------ | ----- | ----- |
| Udział procentowy | 19,88% | 22,52% | 25,34% | 17,00% | 9,98% | 5,28% |

Podział mieszkańców według miejsca urodzenia na podstawie spisu powszechnego z 2011 roku:
| - Wielka Brytania (5 175 677 – 63,32%) - Indie (262 247 – 3,21%) - Polska (158 300 – 1,94%) - Irlandia (129 807 – 1,59%) - Nigeria (114 718 – 1,40%) - Pakistan (112 457 – 1,38%) - Bangladesz (109 948 – 1,35%) - Jamajka (87 467 – 1,07%) - Sri Lanka (84 542 – 1,03%) - Francja (66 654 – 0,82%) - Somalia (65 333 – 0,80%) - Kenia (64 212 – 0,79%) - Stany Zjednoczone (63 920 – 0,78%) - Ghana (62 896 – 0,77%) | - Włochy (62 050 – 0,76%) - Turcja (59 596 – 0,73%) - Południowa Afryka (57 765 – 0,71%) - Niemcy (55 476 – 0,68%) - Australia (53 959 – 0,66%) - Rumunia (44 848 – 0,55%) - Filipiny (44 199 – 0,54%) - Portugalia (41 041 – 0,50%) - Litwa (39 817 – 0,49%) - Chiny (39 452 – 0,48%) - Iran (37 339 – 0,46%) - Hiszpania (35 880 – 0,44%) - Zimbabwe (21 309 – 0,26%) - pozostali (1 023 032 – 12,52%) |

### Grupy etniczne
Londyn jest najbardziej zróżnicowanym etnicznie miastem Wielkiej Brytanii. Biali stanowią około 60% ludności, największy ich odsetek jest w Havering i Richmond upon Thames, tj. ponad 85% mieszkańców, najmniej zaś w Newham – 29%. Drugą co do wielkości grupą etniczną są Czarni Afrykanie – 7%. Największy ich odsetek mieszka w Southwark i Barking and Dagenham – ponad 15% mieszkańców. Niewiele mniejszą grupą są Hindusi, którzy stanowią 6,6% ludności Londynu. Największe ich skupisko jest w Harrow – 26% mieszkańców.
Podział mieszkańców według grup etnicznych na podstawie spisu powszechnego z 2011 roku:
| - Biali Brytyjczycy: 3 669 284 (44,9%) - Biali Irlandczycy: 175 974 (2,2%) - Irish Travellers: 8196 (0,1%) - Pozostali biali: 1 033 981 (12,6%) - Mieszani Karaibowie: 119 425 (1,5%) - Mieszani Afrykanie: 65 479 (0,8%) - Mieszani Azjaci: 101 500 (1,2%) - Pozostali mieszani: 118 875 (1,5%) - Hindusi: 542 857 (6,6%) | - Pakistańczycy: 223 797 (2,7%) - Banglijczycy: 222 127 (2,7%) - Chińczycy: 124 250 (1,5%) - Pozostali Azjaci: 398 515 (4,9%) - Czarni Afrykanie: 573 931 (7,0%) - Czarni Karaibowie: 344 597 (4,2%) - Pozostali czarni: 170 112 (2,1%) - Arabowie: 106 020 (1,3%) - Pozostałe grupy etniczne: 175 021 (2,1%) |

### Religia

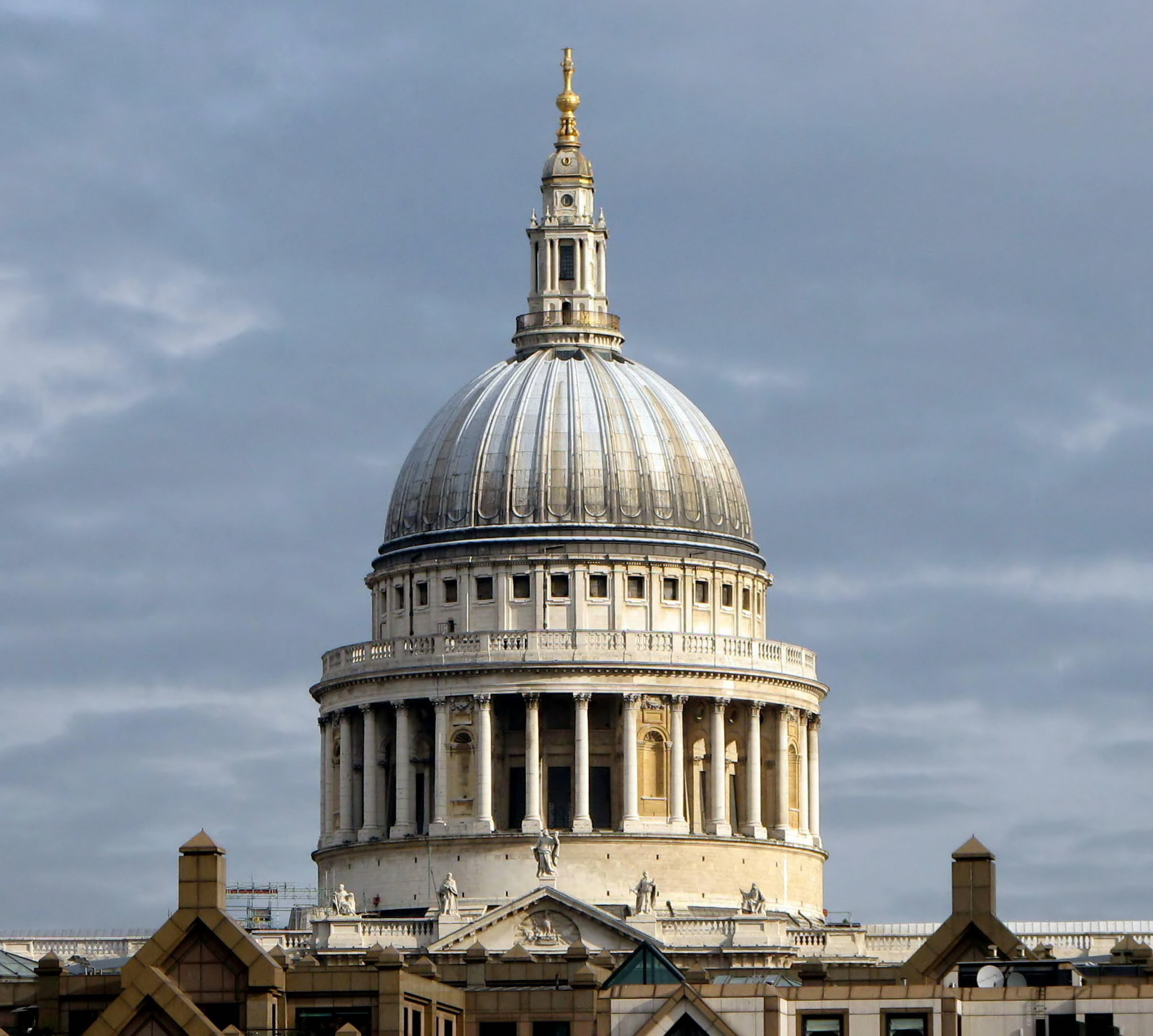
Katedra św. Pawła

Największą grupę religijną według spisu powszechnego z 2011 stanowili chrześcijanie – 48,4% mieszkańców Londynu. Kolejnymi religiami pod względem liczby wyznawców były: islam – 12,4%, hinduizm – 5,0%, judaizm – 1,8%, sikhizm – 1,5%, buddyzm – 1%. Inne religie wybrało 0,6% respondentów, zaś niewierzących było 20,7%. 8,5% respondentów nie podało swojej religii.
W Londynie swoje siedziby mają: w pałacu Lambeth arcybiskup Canterbury, duchowny zwierzchnik Kościoła Anglii (anglikańskiego), zaś w domu biskupim w Westminsterze zwierzchnik Kościoła rzymskokatolickiego w Anglii i Walii – arcybiskup Westminsteru. Najbardziej znane kościoły znajdujące się w Londynie to: katedra św. Pawła w Londynie, Opactwo Westminsterskie i katedra westminsterska. Znajdują się tutaj także: największy w Europie meczet Baitul Futuh i świątynia sikhijska Gurdwara Sri Guru Singh Sabha, druga co do wielkości świątynia hinduistyczna w Europie – BAPS Shri Swaminarayan Mandir, a także najstarsza w Wielkiej Brytanii synagoga – Bevis Marks Synagogue.
Liczba osób udających się do kościoła co niedzielę w Londynie wzrosła w latach 2005–2012 o 16%. W 2012 720 000 osób chodziło do kościoła co niedzielę, prawie 100 tysięcy więcej niż w 2005. Zjawisko to tłumaczy się napływem ciemnoskórych imigrantów, głównie należących do kościołów zielonoświątkowych.

## Podział administracyjny
Administracyjnie Wielki Londyn (Greater London) jest podzielony na 32 gminy (London boroughs) oraz autonomiczne City, z czego 12 oraz City of London tworzą Londyn Wewnętrzny (Inner London), a pozostałe – Londyn Zewnętrzny (Outer London). Najważniejsze (również ze względów historycznych) dzielnice to City of London i City of Westminster położone na północnym brzegu Tamizy oraz Southwark i Lambeth na południowym brzegu.
40% Wielkiego Londynu jest pokryte Londyńskim Obszarem Pocztowym (ang. London postal area). Kod Londyńskiego Obszaru Telefonicznego (ang. London telephone area code) obejmuje obszar zbliżony do Wielkiego Londynu, aczkolwiek nie obejmuje niektórych dzielnic zewnętrznych, a obejmuje gminy znajdujące się poza granicami Wielkiego Londynu.

## Geografia i klimat

Tamiza nocą

### Topografia
Wielki Londyn pokrywa obszar 1579 km² (609 mil kwadratowych), będąc tym samym jednym z największych miast świata. Przejechanie wszerz przez miasto wiąże się z pokonaniem przeszło stu kilometrów. Główną cechą topografii londyńskiej jest rzeka Tamiza, która przecina miasto od południowego zachodu do wschodu. Dolina Tamizy to tereny wylewowe otoczone delikatnie pofałdowanymi wzgórzami (np. Parliament Hill, Addington Hills czy Primrose Hill). Wzgórza te nie stanowiły znaczącej przeszkody dla rozwoju Londynu, od jego początków, jako portu rzecznego, na północnym brzegu Tamizy, stąd też obszar Londynu rozwijał się na bazie okręgu.
W przeszłości Tamiza była o wiele szerszą i płytszą rzeką z rozległymi terenami bagiennymi; w czasie przypływów jej brzegi osiągały pięciokrotną szerokość obecnych. Były intensywnie niwelowane i regulowane, stąd wiele jej londyńskich dopływów zasila ją pod ziemią. Tamiza jest rzeką przypływową, a tym samym podatną na wylewanie z brzegów. W 1974, po dziesięciu latach prac zakończono budowę Tamy Londyńskiej w Woolwich, której działalność zażegnała niebezpieczeństwo powodzi. Tama Londyńska została zaprojektowana, aby pracować do roku 2030, obecnie trwają prace projektowe mające na celu rozbudowę tamy, łącznie ze zmianą jej stylistyki.

### Klimat
W Londynie panuje klimat umiarkowany morski. Miasto jest pod wpływem ciepłego Prądu Zatokowego.
Najcieplejszym miesiącem jest lipiec, ze średnimi temperaturami mierzonymi w Greenwich pomiędzy +13,6 °C do +22,8 °C. Rekordowa temperatura +38,1 °C została zarejestrowana w innej części Londynu 10 sierpnia 2003. Najzimniejszym miesiącem jest styczeń, ze średnimi temperaturami pomiędzy +2,3 °C a +8,1 °C. Średni roczny opad atmosferyczny wynosi 601,7 mm – najwyższe opady występują w październiku, najniższe w lutym. Opady śniegu są rzadkie – w wyniku ciepła wytwarzanego w obszarach zurbanizowanych – tzw. miejska wyspa ciepła, temperatura zimą w Londynie może być wyższa nawet o 5 °C od obszarów otaczających aglomerację.
| Miesiąc                                         | Sty  | Lut  | Mar  | Kwi  | Maj  | Cze  | Lip  | Sie  | Wrz  | Paź  | Lis  | Gru  | Roczna |
| ----------------------------------------------- | ---- | ---- | ---- | ---- | ---- | ---- | ---- | ---- | ---- | ---- | ---- | ---- | ------ |
| Średnie temperatury w dzień [°C]                | 8,1  | 8,4  | 11,3 | 14,2 | 17,9 | 21,0 | 23,5 | 23,2 | 20,0 | 15,5 | 11,1 | 8,3  | 15,2   |
| Średnie dobowe temperatury [°C]                 | 5,2  | 5,3  | 7,6  | 9,9  | 13,3 | 16,4 | 18,7 | 18,5 | 15,7 | 12,0 | 8,0  | 5,5  | 11,3   |
| Średnie temperatury w nocy [°C]                 | 2,3  | 2,1  | 3,9  | 5,5  | 8,7  | 11,7 | 13,9 | 13,7 | 11,4 | 8,4  | 4,9  | 2,7  | 7,5    |
| Opady [mm]                                      | 55,2 | 40,9 | 41,6 | 43,7 | 49,4 | 45,1 | 44,5 | 49,5 | 49,1 | 68,5 | 59,0 | 55,2 | 601,7  |
| Średnia liczba dni z opadami                    | 11,1 | 8,5  | 9,3  | 9,1  | 8,8  | 8,2  | 7,7  | 7,5  | 8,1  | 10,8 | 10,3 | 10,2 | 109,5  |
| Średnie usłonecznienie [h]                      | 62   | 78   | 115  | 169  | 199  | 204  | 212  | 205  | 149  | 117  | 73   | 52   | 1633   |
| Źródło: Met Office (liczba dni z opadami ⩾1 mm) |      |      |      |      |      |      |      |      |      |      |      |      |        |

## Główne atrakcje turystyczne

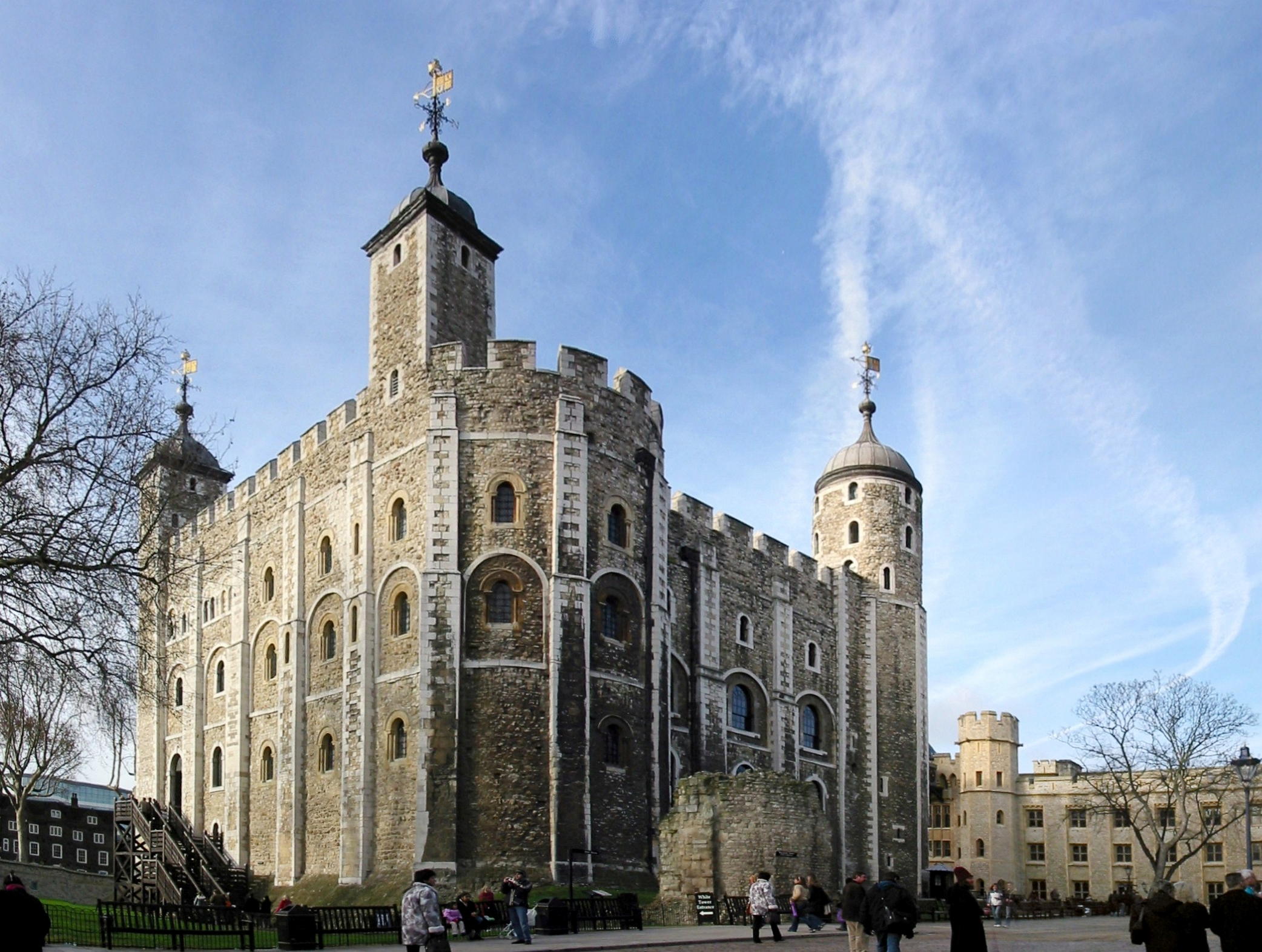
White Tower

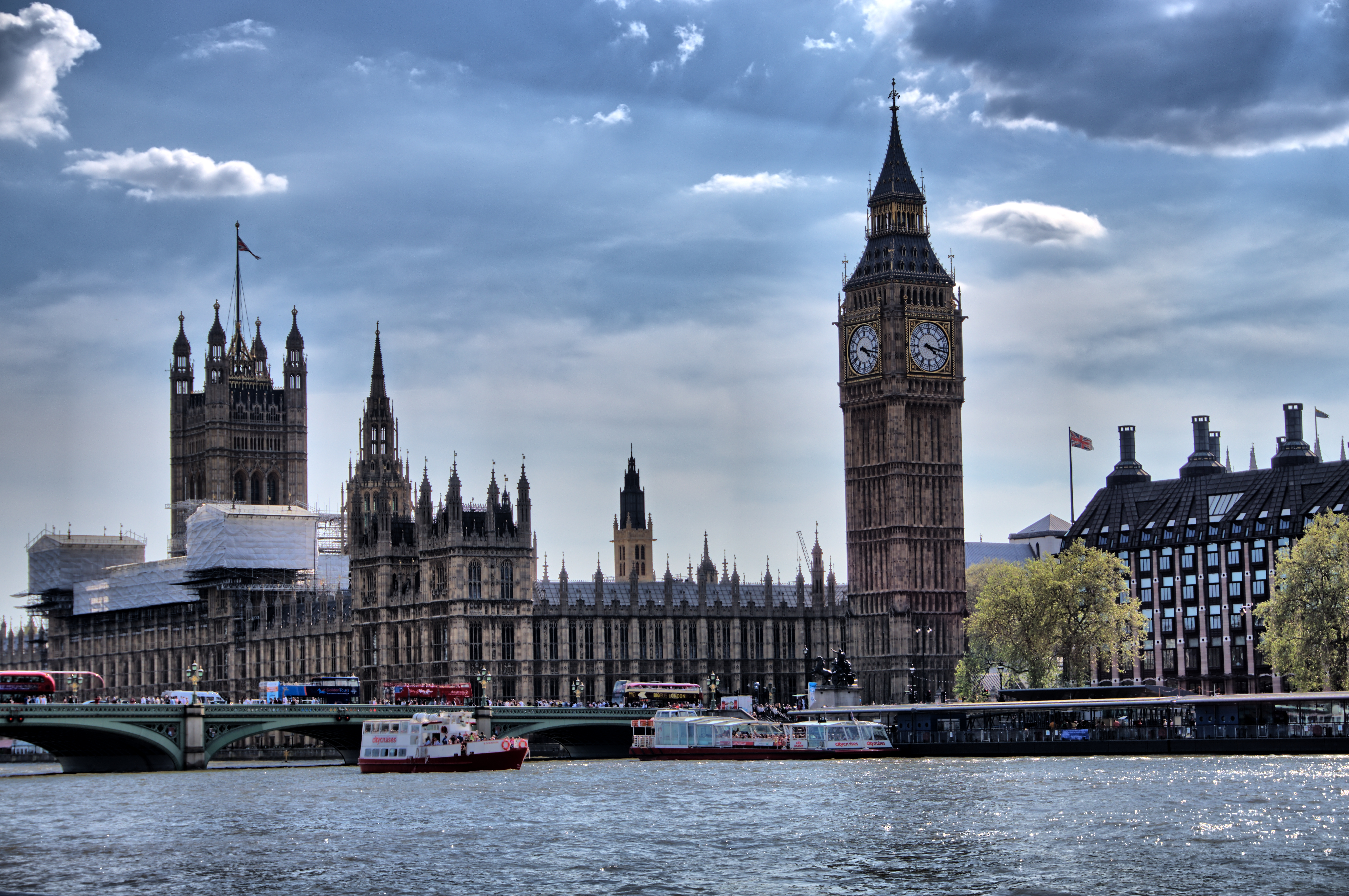
Big Ben i gmachy Parlamentu

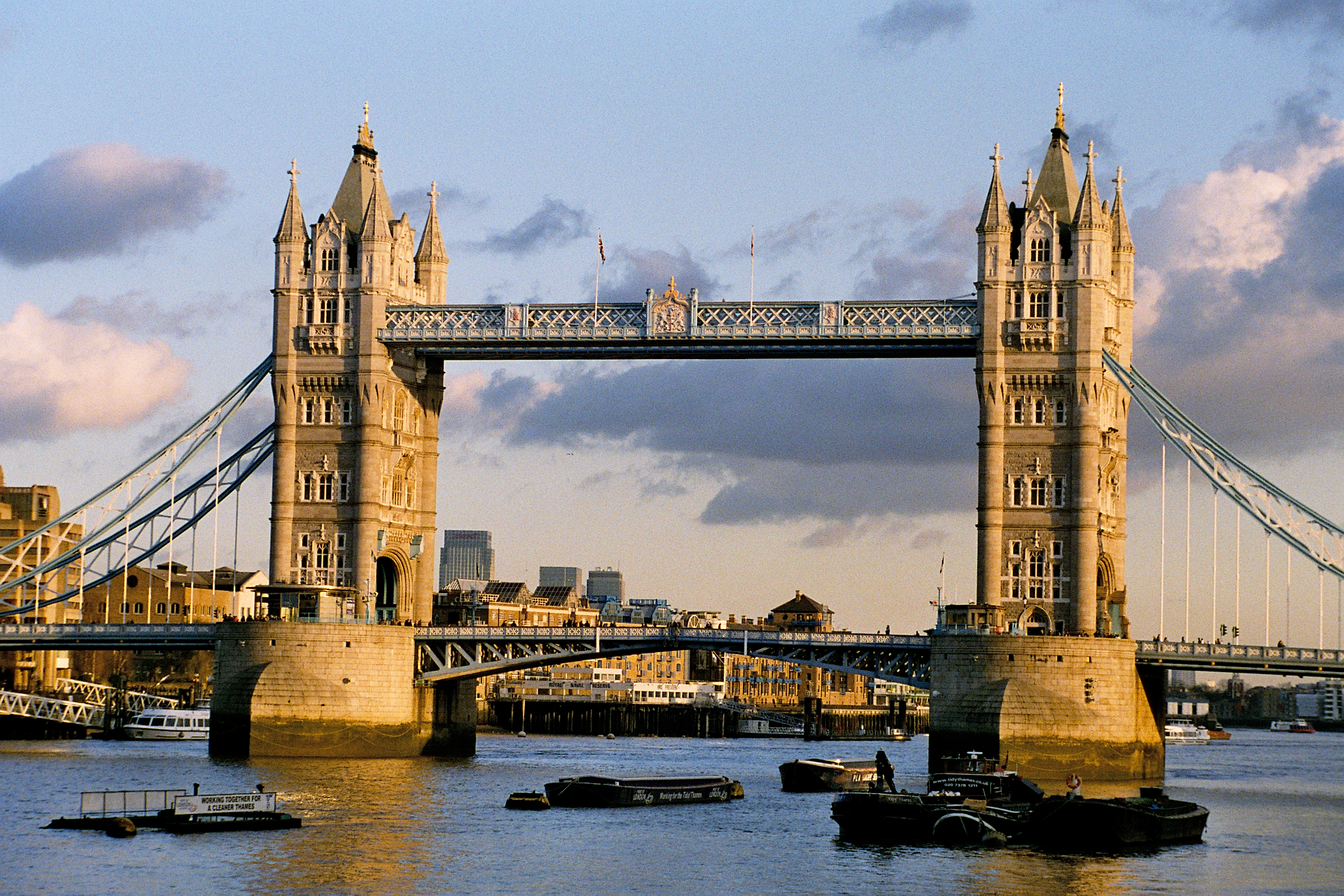
Tower Bridge

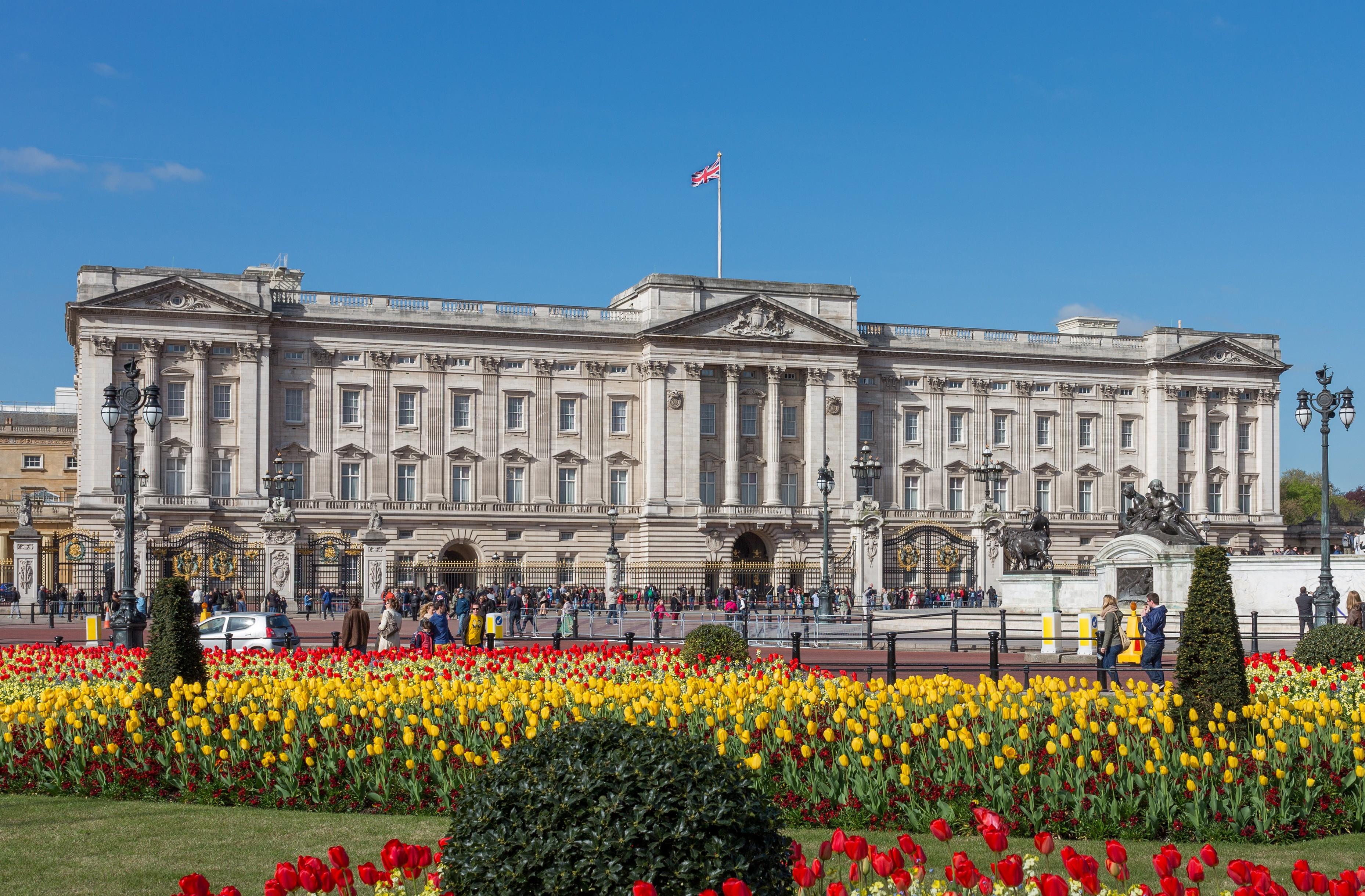
Pałac Buckingham

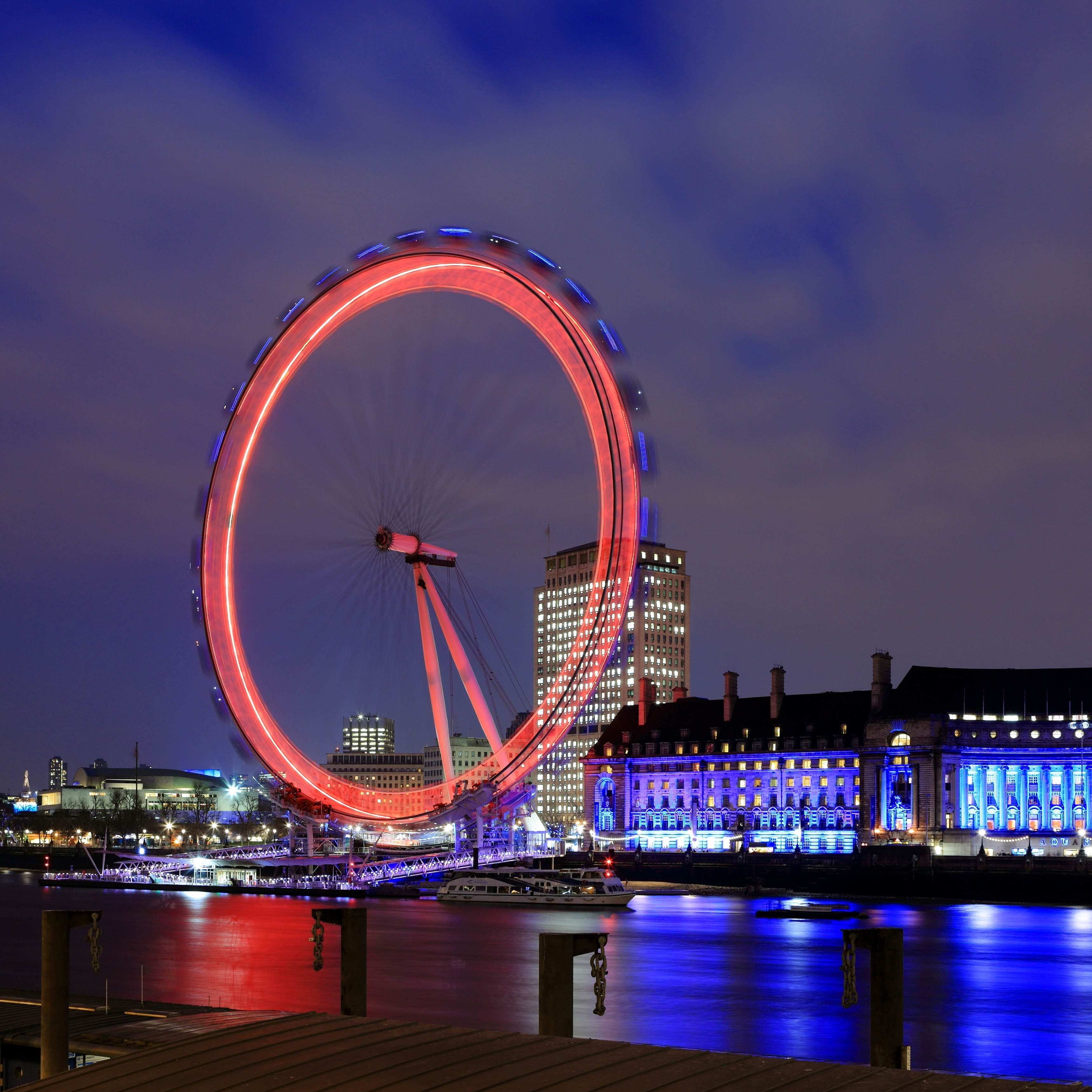
London Eye

- Tower of London jest budowlą pełniącą niegdyś funkcje obronne, jak i pałacowe. Budynek był także więzieniem, miejscem egzekucji, mennicą, arsenałem i skarbcem. Ostatnim władcą Anglii, który wykorzystywał ją w celach obronnych, był Jakub I (1566–1625). Tower of London założona została przez Wilhelma Zdobywcę w 1078, by dziś stać się jednym z popularniejszych fortów świata. Obecnie ulokowane są tu klejnoty koronne o bezcennej wartości. Tower of London znajduje się niedaleko cieszącej się złą sławą Bloody Tower oraz Beauchamp Tower wraz z ponad 90 napisami wyrytymi przez jej więźniów. W Martin Tower znajduje się wystawa „Korony i diamenty”, która poświęcona jest ewolucji królewskich koron w Wielkiej Brytanii i niezwykłej roli, jaką odegrały w niej diamenty.

- Początkowo nazwa Big Ben odnosiła się do dzwonu z Wieży św. Szczepana (ang. St Stephen Tower), zwanej również Wieżą Zegarową (ang. Clock Tower), należącej do Pałacu Westminsterskiego. Dziś nazwa Big Ben odnosi się często zarówno do dzwonu, jak i zegara i samej Wieży. Budowę tej neogotyckiej wieży podjęto po pożarze Pałacu w 1834. Inauguracja otwarcia odbyła się 31 maja 1859. Dzwon waży 13 ton. Zegar jest największym zegarem w Wielkiej Brytanii. Średnica każdej tarczy wynosi 7,5 m, wskazówki mają długość 4,25 m. Co kwadrans wybijana jest melodia wzorowana na tej z dzwonu St Mary’s Church (University Church) w Cambridge – jest to wariacja na temat kilku taktów z „Mesjasza” Haendla. O północy 31 grudnia 1923 dźwięk zegara można było po raz pierwszy usłyszeć w radio BBC.

- Katedra Świętego Pawła w Londynie znajduje się w centrum Londynu nazywanym The City. Jej budowa trwała w latach 1675–1710. Katedra charakteryzuje się monumentalną kopułą o średnicy 50 metrów i wadze 700 ton. Wysokość budowli mierzona od posadzki do krzyża znajdującego się na szczycie kopuły wynosi 108 metrów, długość 158 metrów. We wnętrzu katedry znajduje się kilka galerii sztuki.

- Most Tower Bridge przecinający Tamizę stał się symbolem Londynu. Środkowa część składa się z dwóch ważących po 1100 ton zwodzonych przęseł mostu podnoszących się w ciągu 90 sekund. Zwieńczone pinaklami wieże oraz pomost kryją mechanizm służący do podnoszenia ruchomych przęseł. Są one unoszone, by umożliwić przepłynięcie dużych statków lub z powodu specjalnych okoliczności. W wieżach mostu znajduje się muzeum jego historii, a z górnego pomostu, obecnie otwartego dla turystów roztacza się piękny widok na rzekę Tamizę. Most jest szeroki na 60 metrów, a wysokość przy podniesionych przęsłach – 40 metrów. W swych czasach świetności był otwierany pięć razy dziennie.

- Opactwo Westminsterskie jest kompleksem budowli położonych nad Tamizą. Znajdują się tu neogotycki Pałac Westminsterski, będący siedzibą Parlamentu, wieża ze słynnym zegarem Big Ben, średniowieczny kościół św. Małgorzaty oraz słynne opactwo. Kompleks ten do XVI wieku był rezydencją królewską, kiedy to umiejscowiono w nim Izbę Lordów i Izbę Gmin. Najstarszym budynkiem Parlamentu jest Westminster Hall. Pierwsze posiedzenie angielskiego Parlamentu odbyło się w 1265. Opactwo ściśle związane jest z historią Anglii: od czasów Wilhelma Zdobywcy (1065) koronuje się tu władców kraju, używając tronu koronacyjnego z 1307. Znajdują się tu groby królewskie oraz groby i tablice pamiątkowe najwybitniejszych angielskich twórców, uczonych i polityków. Łącznie na terenie opactwa spoczywa około 3300 zmarłych.

- Pałac Buckingham jest od 1837 oficjalną siedzibą monarchów brytyjskich oraz największym na świecie pałacem królewskim wciąż pełniącym swą pierwotną funkcję. Został oddany do użytku w 1703 jako rezydencja miejska Księcia Buckingham. W 1762 król Anglii Jerzy III wszedł w posiadanie pałacu, który przekształcono w jego prywatną rezydencję. Obecnie Pałac Buckingham jest również miejscem uroczystości państwowych oraz oficjalnych spotkań głów państw. Dla Brytyjczyków pałac stanowi jeden z symboli Wielkiej Brytanii; tutaj Londyńczycy składali kwiaty po śmierci księżnej Walii, Diany. Obecnie pewna część Pałacu jest udostępniona zwiedzającym. Na placu przed Pałacem stoi pomnik Królowej Wiktorii.

- Hyde Park położony na obszarze 2,5 km² jest jednym z kilku parków królewskich w Londynie. Jezioro Serpentine dzieli park na dwie części. Hyde Park założony został w 1536 r. przez Henryka VIII, który pozyskał tutejsze grunty od mnichów z Opactwa Westminsterskiego. Większa część obiektów architektonicznych w parku zaprojektowana została w latach 20. XIX wieku przez Decimusa Burtona. W Hyde Park znajduje się miejsce, w którym każdy może wyrazić swe poglądy, niezależnie od ich znaczenia, przemawiali tam m.in. Karl Marx i Włodzimierz Lenin.

- Galeria Tate Modern mieści się w położonym nad Tamizą dawnym budynku elektrowni Bankside i obecnie jest narodowym muzeum sztuki współczesnej w Wielkiej Brytanii. Wystawiane są tam kolekcje sztuki współczesnej i nowoczesnej, m.in. obrazy autorstwa Matisse’a, Picassa i Rothko oraz bardziej współczesne dzieła stworzone przez Matthew Barneya, Chrisa Ofiliego i Gerharda Richtera.

- Muzeum Brytyjskie powołane zostało w 1753 r. na mocy ustawy. Początkowo wystawiane były tam kolekcje Hansa Sloane’a, dziś prezentowane są eksponaty z przekroju ludzkiej cywilizacji od czasów prehistorycznych po współczesność. Do najpopularniejszych zaliczany są: kamień z Rosetty, rzeźby z Partenonu, skarb Sutton Hoo, skarb z Mildenhall i Waza portlandzka.

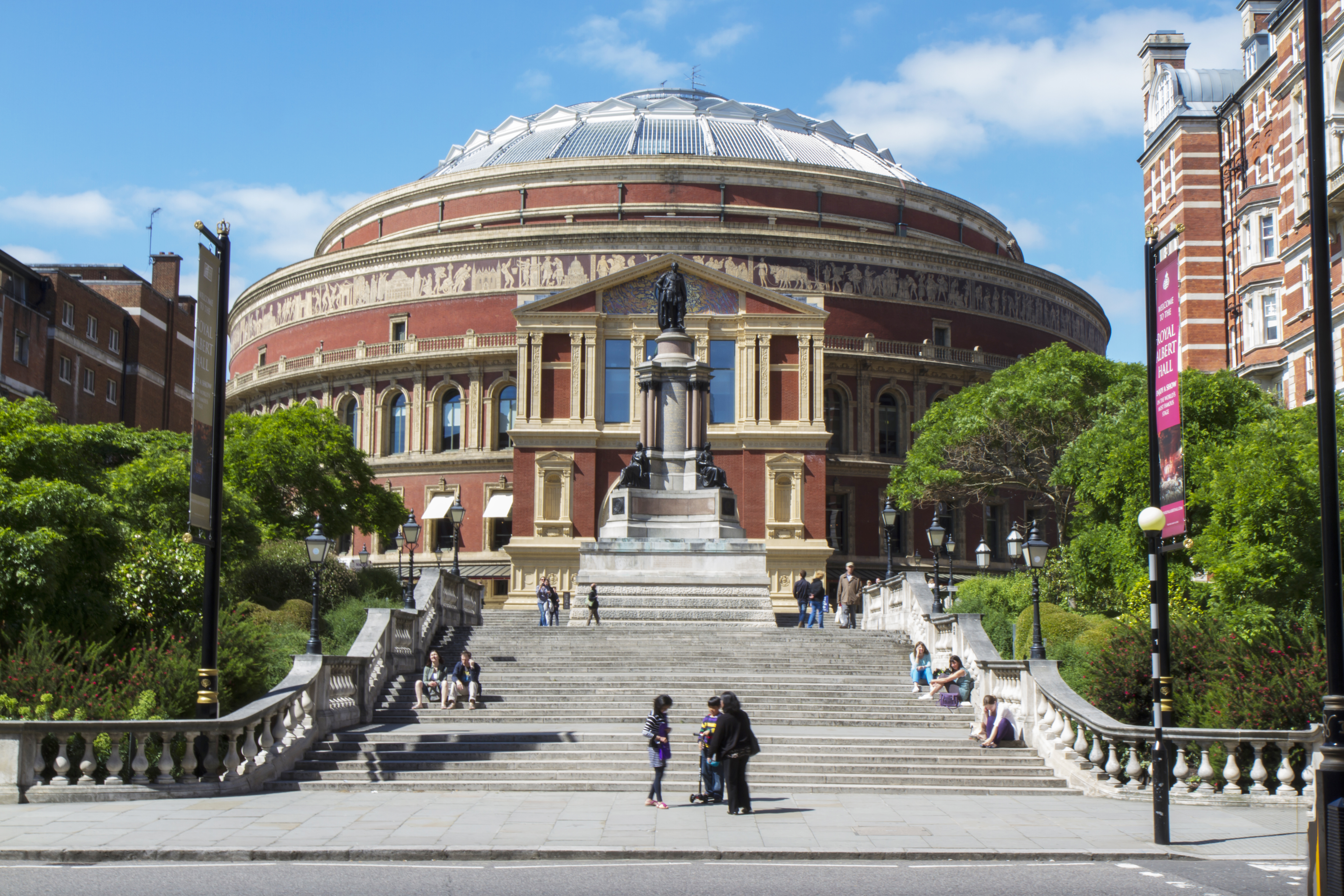
Royal Albert Hall – sala koncertowa w Londynie
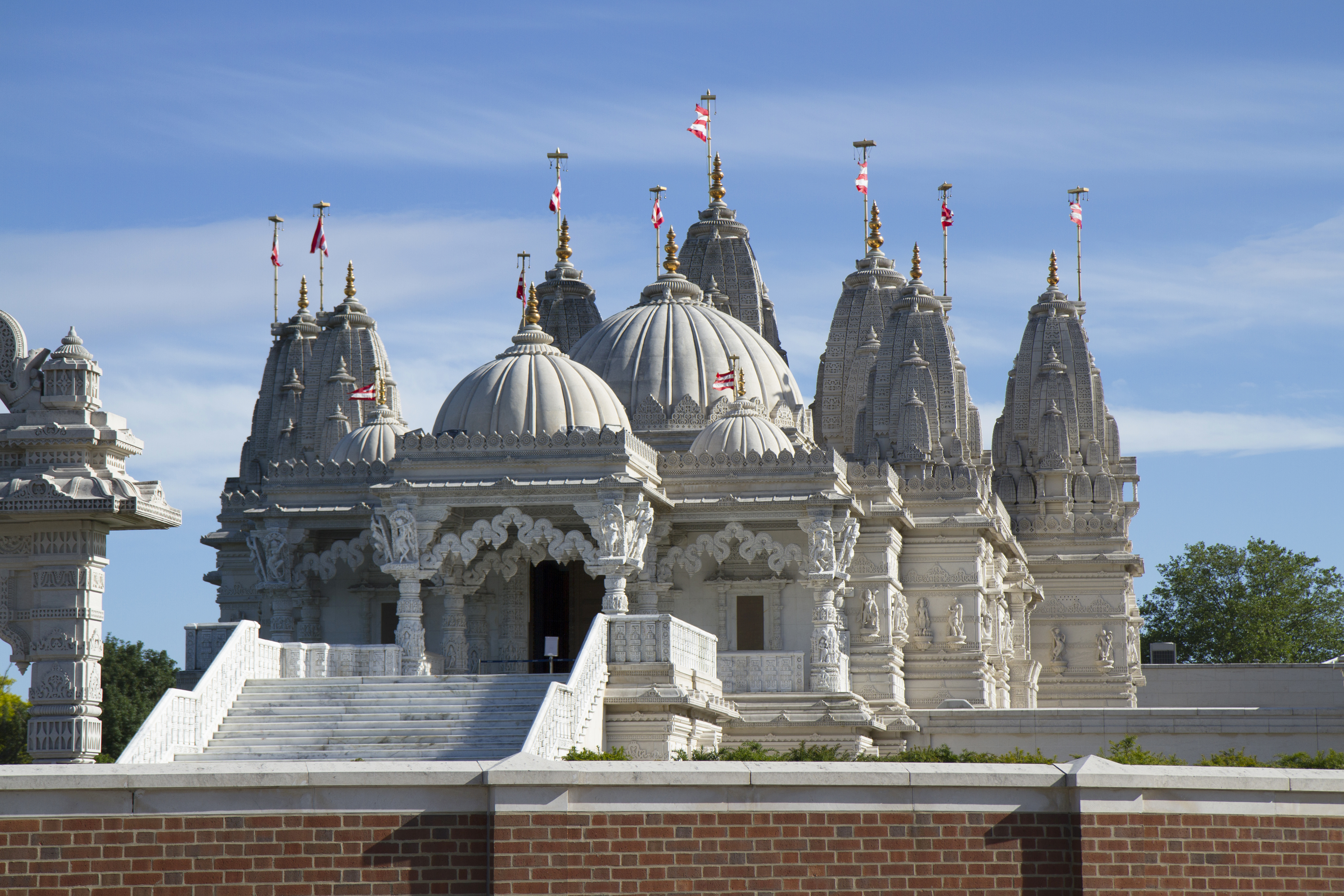
Świątynia hinduska Swaminarayan
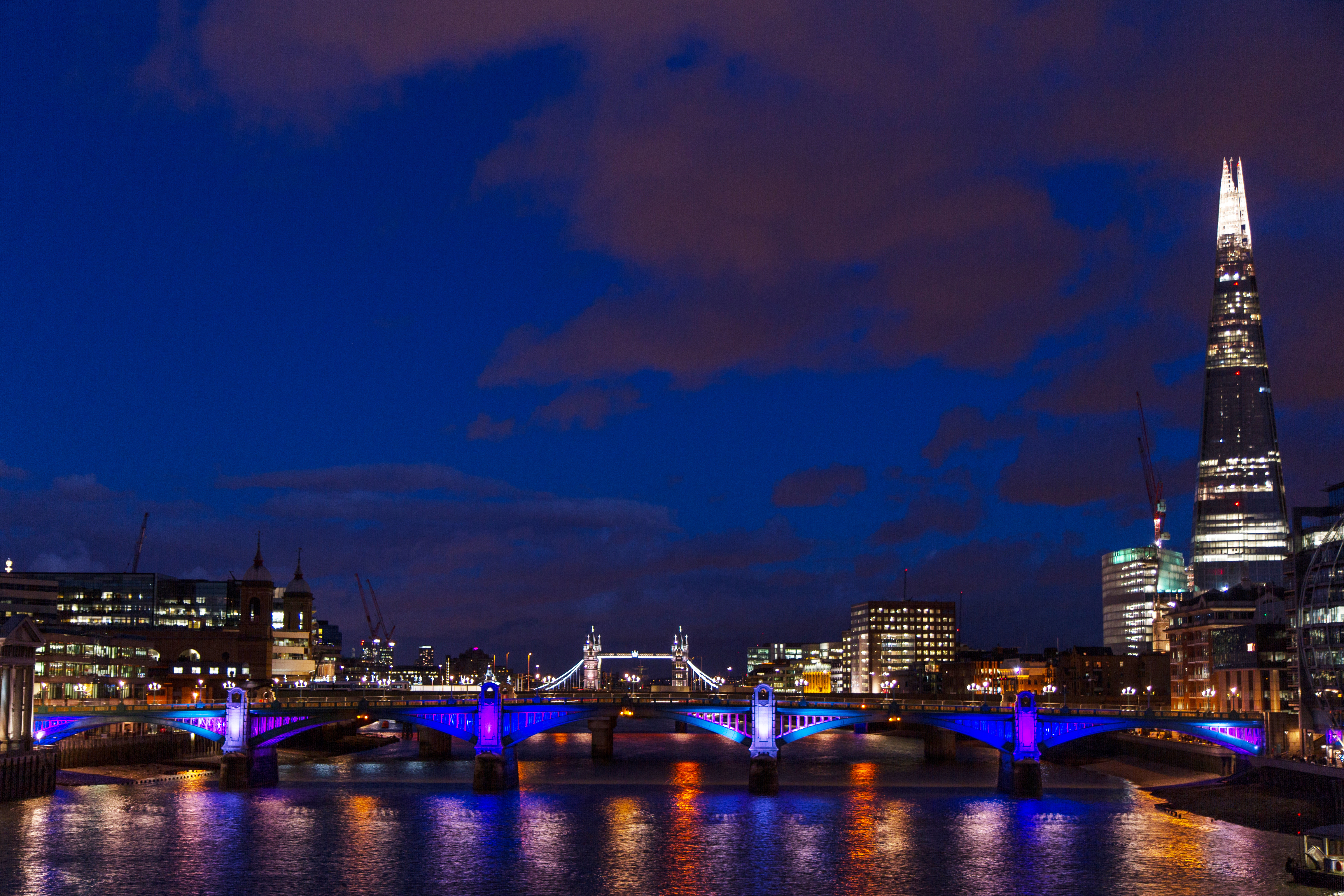
Londyn nocą – po prawej stronie widoczny the Shard
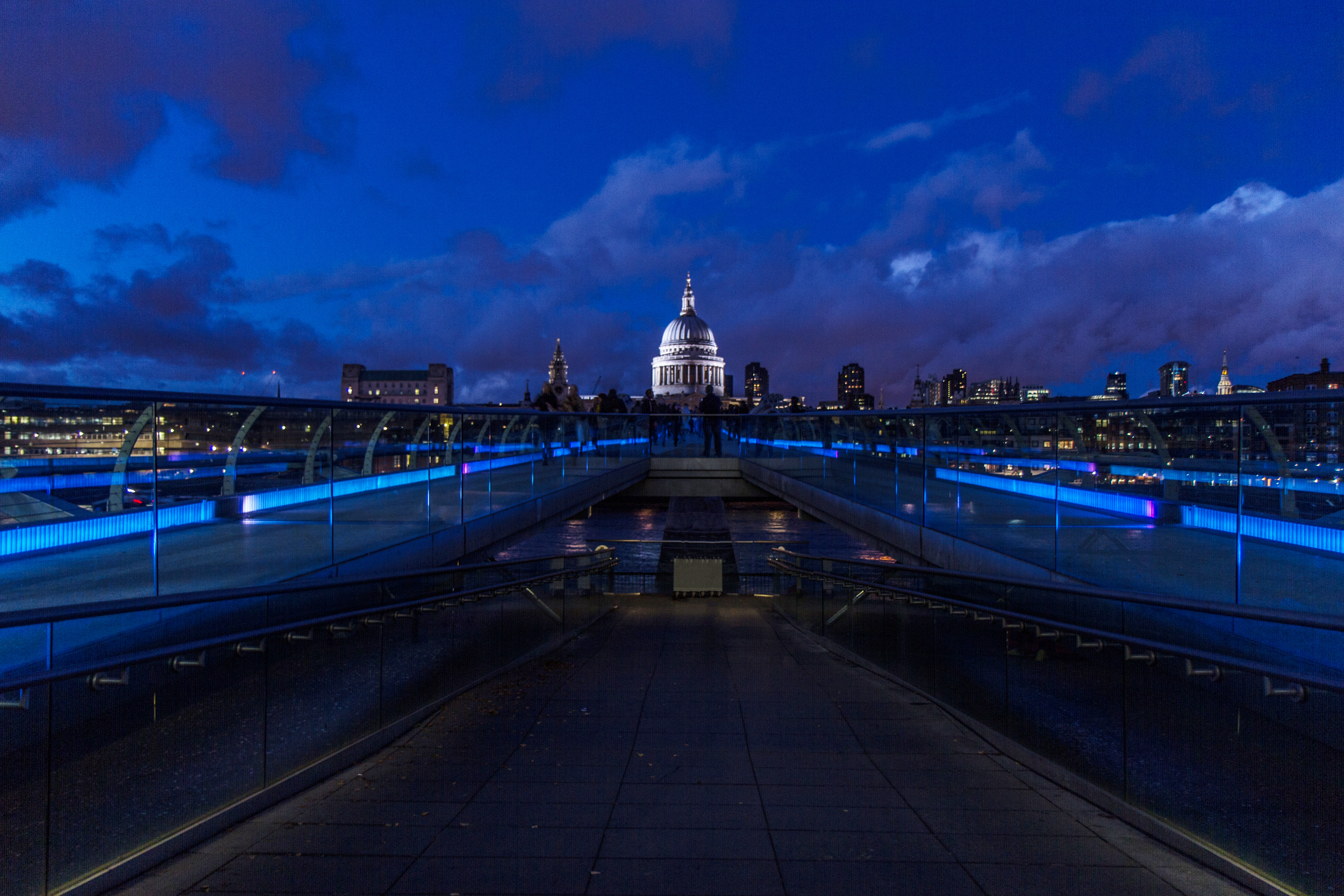
Katedra św. Pawła, widok od strony Tate Modern
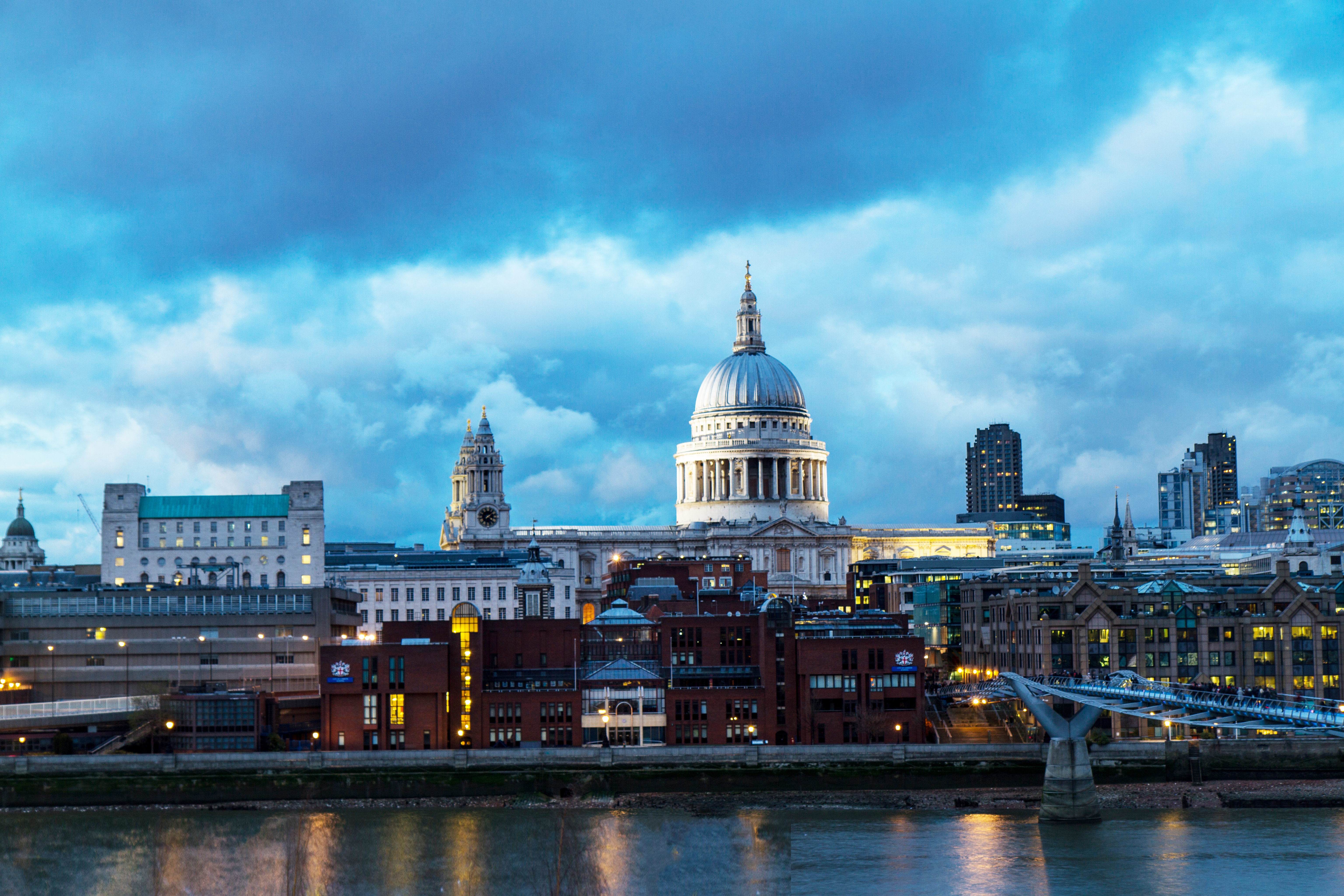
Katedra św. Pawła
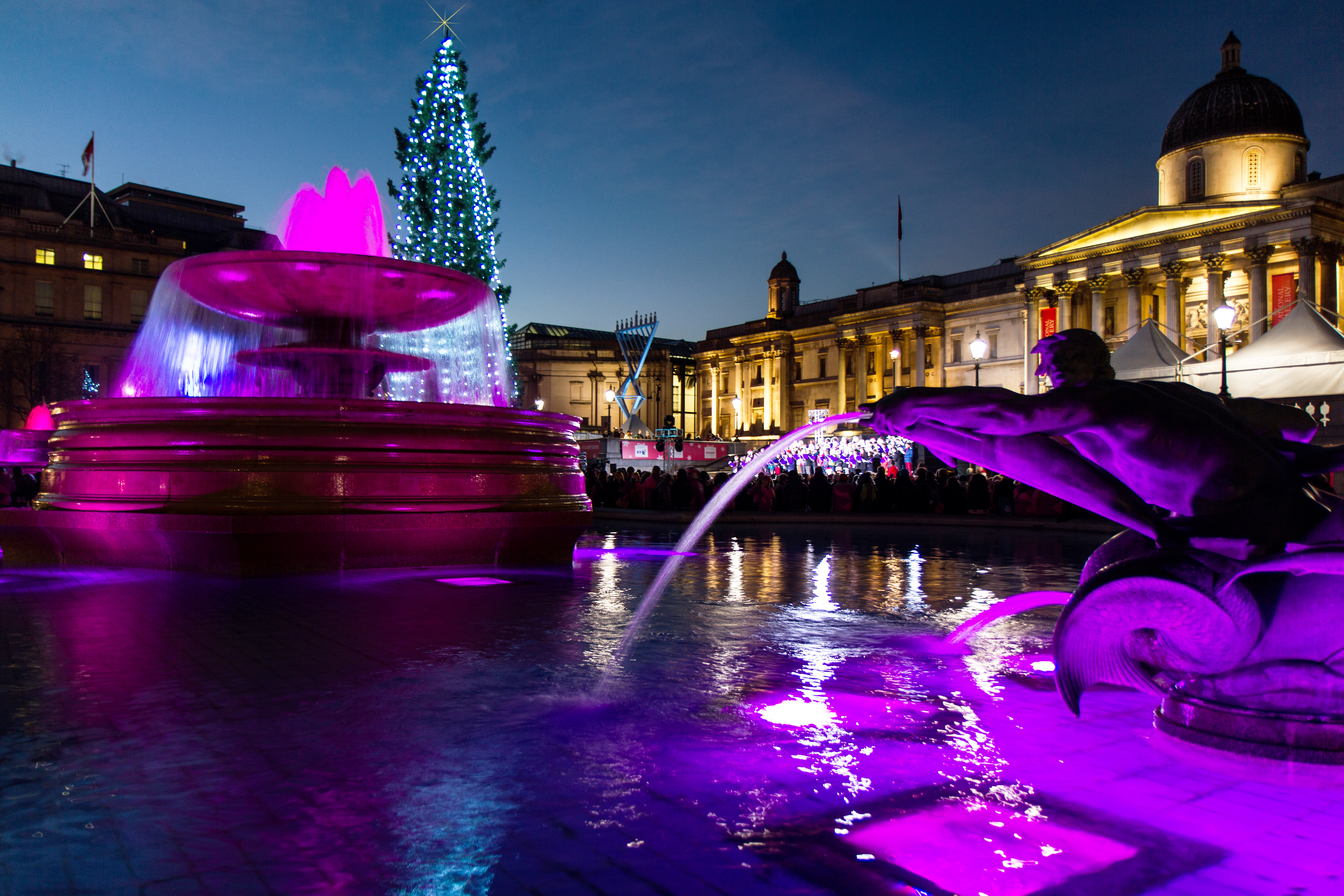
Plac Trafalgarski w centrum Londynu
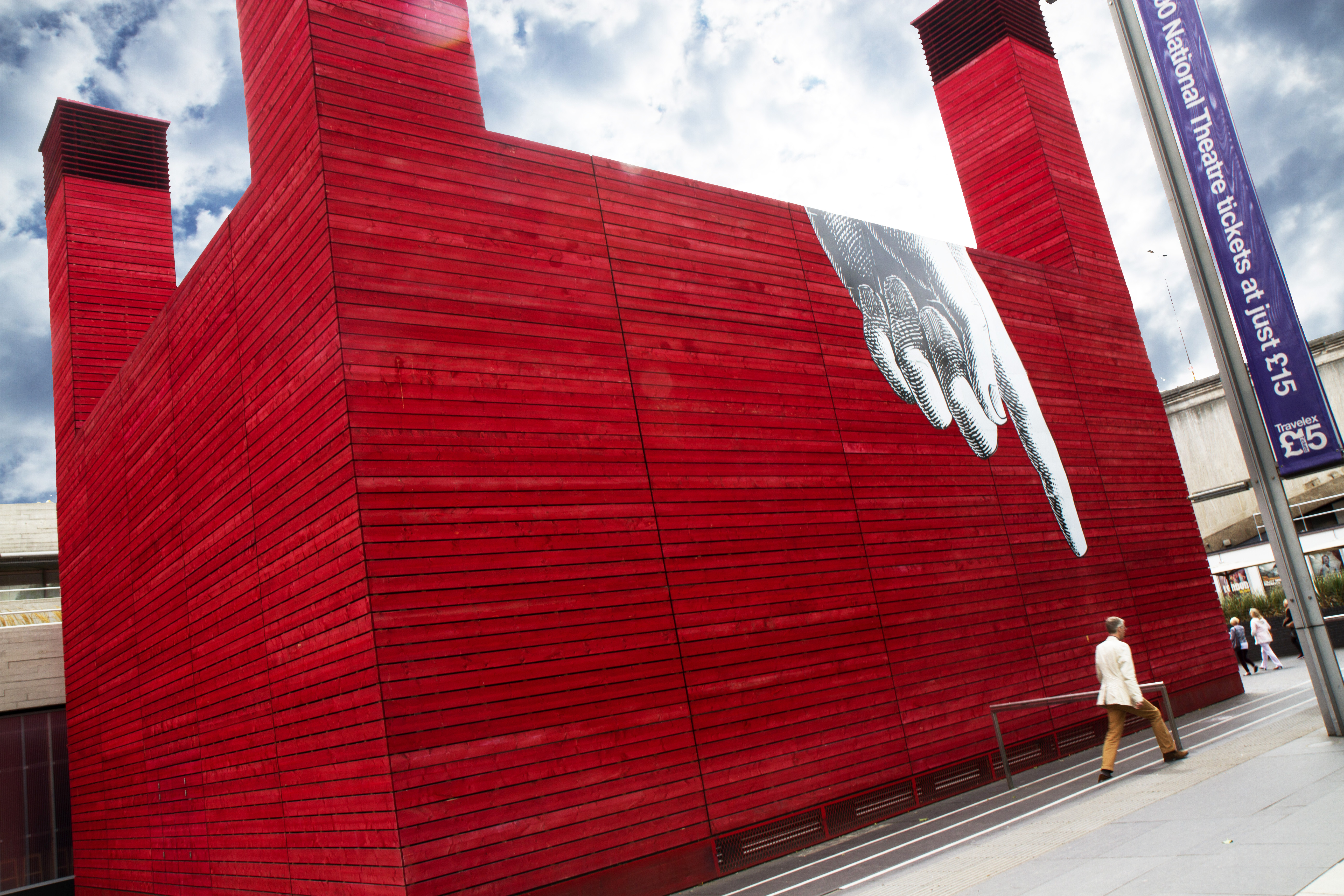
The Shed, część Teatru Narodowego

### Kąpieliska
W Londynie w 2018 znajdowały się cztery kąpieliska wyznaczone zgodnie z unijną dyrektywą kąpieliskową, co stanowiło ¼ śródlądowych kąpielisk Zjednoczonego Królestwa (tyle samo znajdowało się na jeziorze Windermere). Funkcjonują one nieprzerwanie od 1998. Trzy z nich leżą na stawach w parku Hampstead Heath, a jedno na zbiorniku Serpentine w Hyde Parku. W okresie 1998–2018 ich jakość wody oceniano zwykle jako co najmniej dostateczną. Roczną klasę niedostateczną stwierdzono jedynie w 1999 w Serpentine i w 2006 w stawie Ladies Pond w Hampstead Heath, natomiast wodę w kąpielisku w stawie Mens Pond w tym samym parku w większości lat oceniano jako doskonałą. Jakość wody w Serpentine klasyfikowano zwykle jako dostateczną.

## Kultura

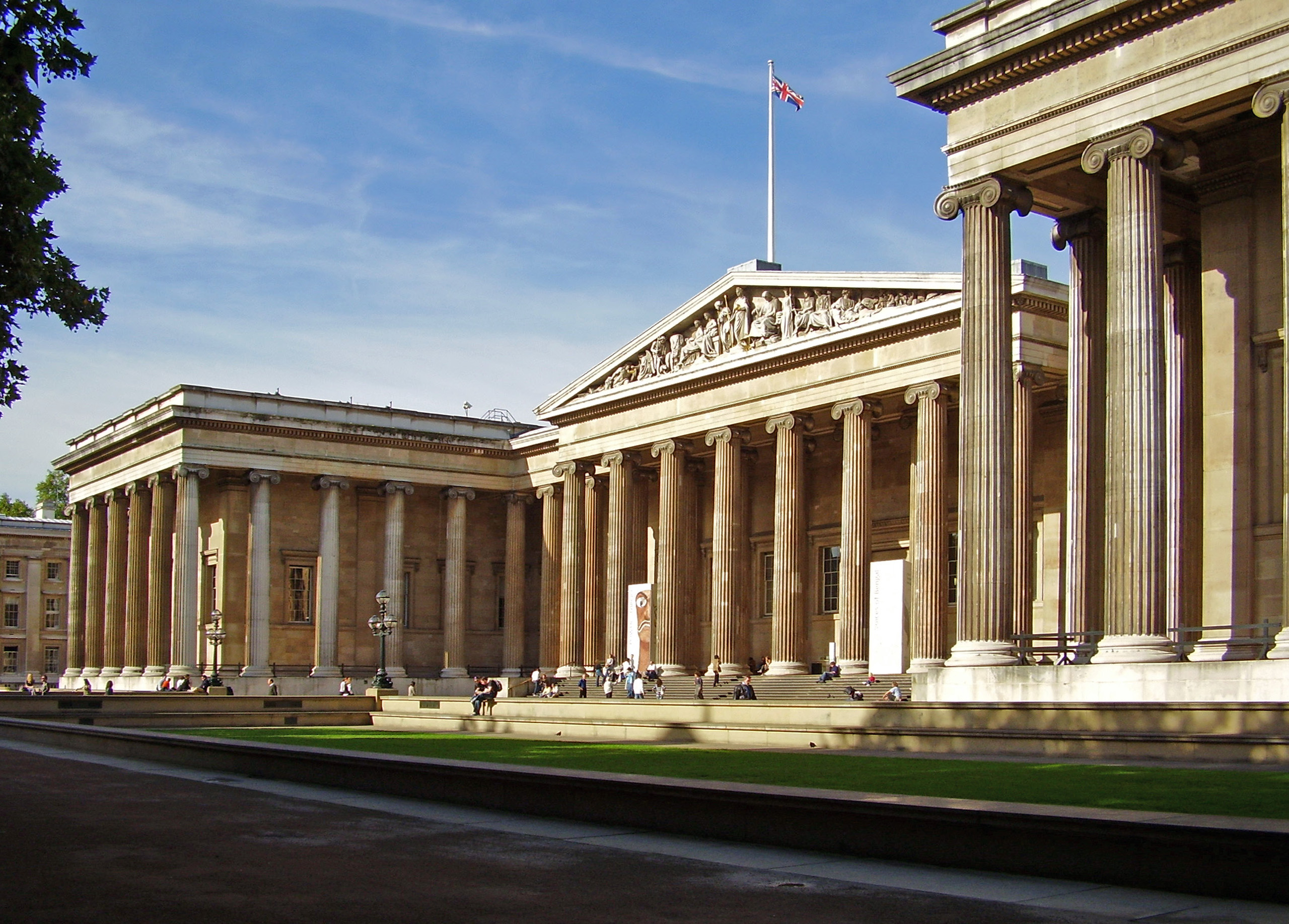
Muzeum Brytyjskie

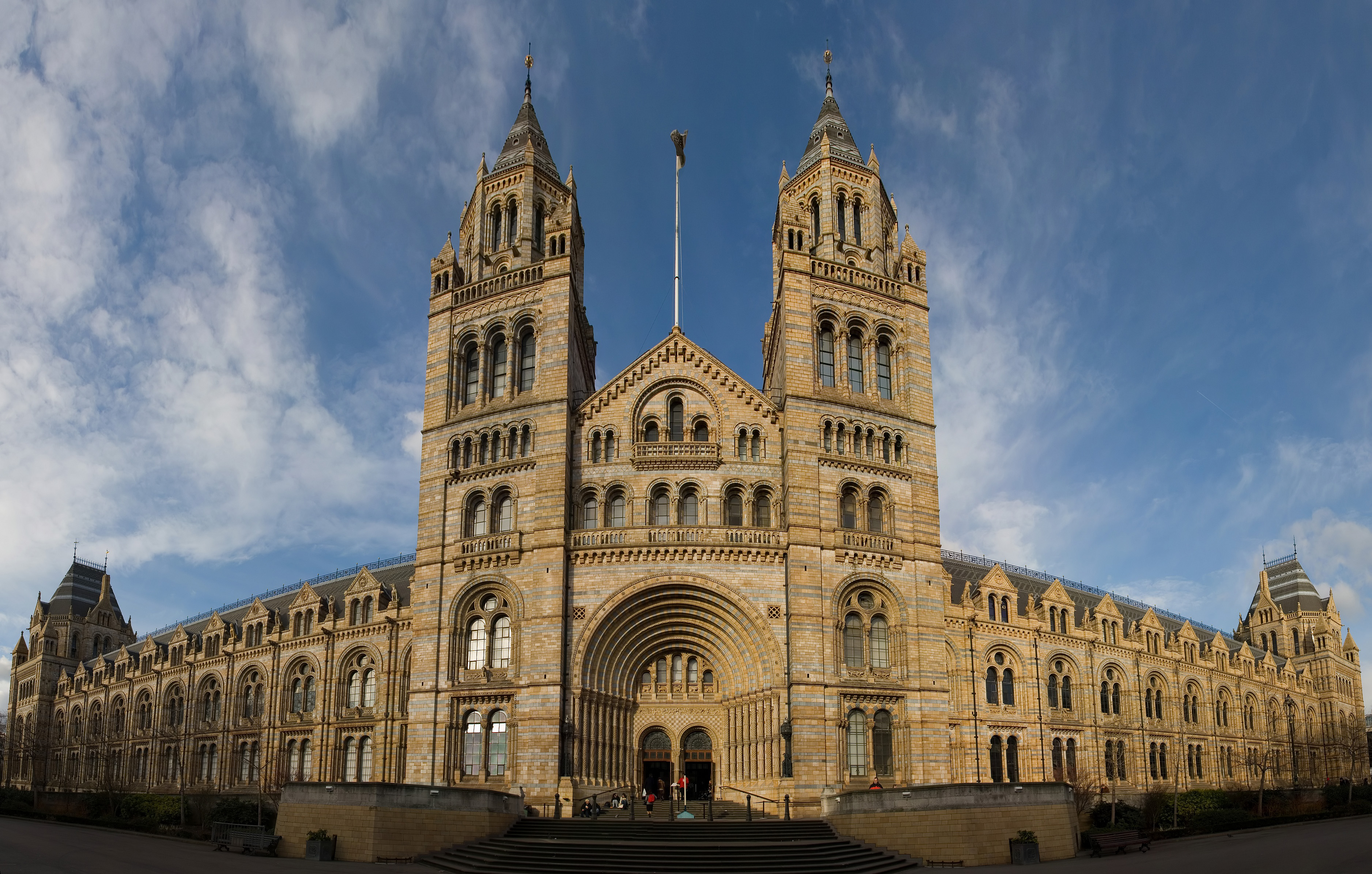
Muzeum Historii Naturalnej

Londyn jest wielkim ośrodkiem kulturalnym o światowym znaczeniu, istnieją lub mają tu swoje siedziby m.in.:
- Opera Królewska Covent Garden i Angielska Opera Narodowa w London Coliseum,
- 5 orkiestr symfonicznych, w tym London Symphony Orchestra, BBC Symphony Orchestra i London Philharmonic Orchestra
- monumentalne sale koncertowe, w tym Royal Albert Hall
- ponad 40 teatrów, zgrupowanych głównie w okolicy West End

Londyn jest także kojarzony z ogromną liczbą historycznych parków, m.in. Hyde Park, St. James’s Park, Kew Gardens, Green Park, czy Regent’s Park.

### Muzea
Londyn zaliczany jest do największych na świecie ośrodków obrotu dziełami sztuki i pozostaje jednym z największych centrów muzealnych Europy. Ponad 60 muzeów i stałych galerii przyciąga turystów z całego świata. Najbardziej znane z nich to:
- Muzeum Brytyjskie
- National Gallery
- Tate Britain
- Muzeum Wiktorii i Alberta
- Muzeum Figur Woskowych Madame Tussaud
- Muzeum Historii Naturalnej.

Godne podkreślenia jest Muzeum Brytyjskie (ang. British Museum – największy kompleks muzealny na świecie) z dużymi zbiorami starożytnych kultur egipskiej, greckiej, rzymskiej, prekolumbijskiej, indyjskiej i Dalekiego Wschodu (m.in. chińskiej, japońskiej) oraz numizmatyki.
National Gallery posiada kolekcję malarstwa europejskiego od XIII do końca XIX wieku, natomiast Tate Britain może pochwalić się bogatymi zbiorami sztuki angielskiej począwszy od XVI aż do XX wieku oraz współczesnej sztuki światowej, z dobudowaną Clore Gallery, w której ulokowana jest spuścizna malarza J.M.W. Turnera.
Na drugim brzegu Tamizy znajduje się galeria sztuki Tate Modern, gdzie obok stałych zbiorów są prezentowane wystawy czasowe sztuki najnowszej, m.in. Wallace Collection, czyli prywatna kolekcja ze zbiorami malarstwa europejskiego, rzeźby, broni i porcelany.
Muzeum Wiktorii i Alberta ma bogate zbiory rzeźby, ceramiki, mebli, wyrobów z metalu (kolekcja sreber), ubiorów oraz sztuki z Indii i Dalekiego Wschodu (m.in. chińskiej, japońskiej i koreańskiej), a także malarstwa angielskiego z lat 1700–1900.
Przy siedzibie masońskiej Zjednoczonej Wielkiej Loży Anglii działa bezpłatne muzeum masońskie i istnieje możliwość zwiedzenia części budynku z przewodnikiem.

## Edukacja i nauka
Londyn jest jednym z największych ośrodków akademickich w Wielkiej Brytanii. Znajdują się tam siedziby Królewskiego Towarzystwa Geograficznego, Uniwersytetu Londyńskiego, Polskiego Uniwersytetu na Obczyźnie oraz wielu innych uczelni. Państwowy Uniwersytet Londyński, mogący pochwalić się długimi tradycjami kształcenia, jest obecnie jednym z największych uniwersytetów w Europie (około 240 000 osób uczących się i 45 000 studentów).
W Londynie zlokalizowanych jest około 50 college’ów, które zazwyczaj stoją na wysokim poziomie. Uznawanymi za najbardziej prestiżowe pozostają Imperial College London, University College London, King’s College i London School of Economics. Część uczelni kształci swych studentów w bardzo wąskich dziedzinach wiedzy, między innymi School of Oriental and African Studies, Birkbeck College.
W Londynie działa również wiele szkół muzycznych, wyszczególnić tu należy przede wszystkim Royal College of Music, Royal Academy of Music, Trinity College of Music i Guildhall School of Music and Drama. Central Saint Martins College of Art and Design, Chelsea School of Art i Camberwell School of Art specjalizują się w nauczaniu sztuki.

### Węzeł Wiedzy i Innowacji EIT w Londynie
Rada Europejskiego Instytutu Technologii i Innowacji (EIT) 16 grudnia 2009 wyznaczyła centra pierwszych trzech Węzłów Wiedzy i Innowacji. Uczelnie z Londynu będą brać udział w pracach Węzła Klimatycznego.
Lokalizacje węzłów:
- zrównoważona energia[28]: Karlsruhe, Kraków, Grenoble, Eindhoven/Leuven, Barcelona, Sztokholm
- zmiany klimatyczne[29]: Londyn, Zurych, Berlin, Paryż, Randstad
- informatyka i społeczeństwo informacyjne[30]: Berlin, Eindhoven, Helsinki, Paryż i Sztokholm.

## Gospodarka

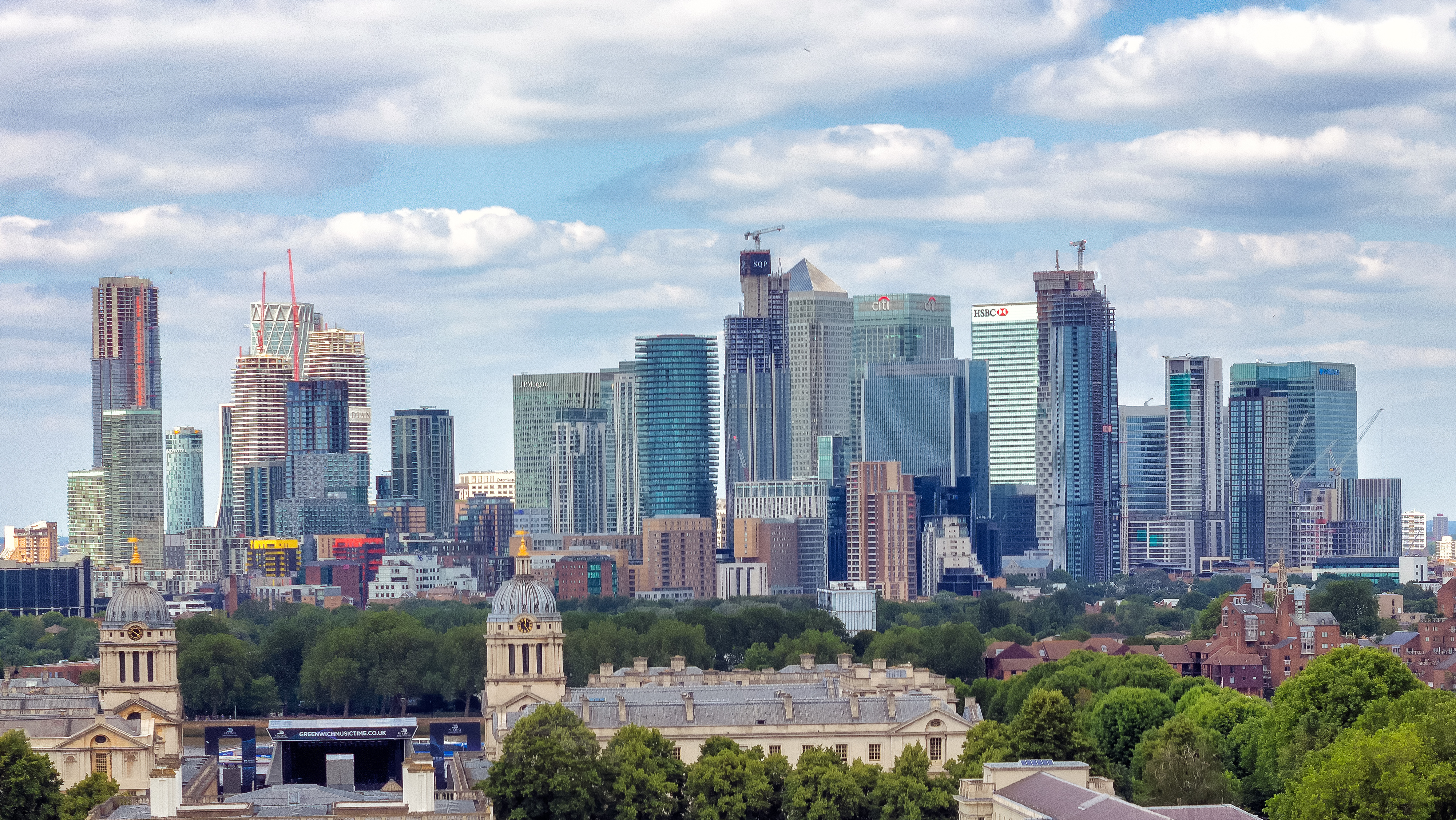
Drapacze chmur w Canary Wharf

Londyn jest wielkim ośrodkiem handlowym, w którym znajdują się siedziby wielu banków, domów maklerskich, firm konsultingowych oraz ponad 100 filii banków zagranicznych, m.in. ze Stanów Zjednoczonych (Merrill Lynch), Szwajcarii (UBS) i Hiszpanii (Banco Santander). Londyn jest także najważniejszym na świecie rynkiem usług ubezpieczeniowych, w tym siedzibą korporacji Lloyd’s of London, jedynej na świecie firmy ubezpieczającej statki i inwestycje morskie.
Działają tam liczne instytucje naukowo-badawcze, redakcje brytyjskich pism o międzynarodowym zasięgu (w tym gazety The Times, The Guardian, The Observer) oraz wielkie domy wydawnicze (Longman Group). Oprócz książek i czasopism produkuje się w nim ponad połowę używanych na świecie banknotów i czeków.
Londyn jest największym ośrodkiem przemysłowym Wielkiej Brytanii, zlokalizowane są tam centrale wielkich koncernów przemysłowych, takich jak Shell i British Petroleum, a także dziesiątki filii i przedstawicielstw firm ze Stanów Zjednoczonych, krajów Unii Europejskiej i Dalekiego Wschodu.
Przemysł w Londynie charakteryzuje się zróżnicowaną strukturą gałęziową, z dominacją przemysłu wysokich technologii, w tym zakłady elektroniczne i elektrotechniczne należące do wielkich korporacji międzynarodowych (Epson, IBM, Apple). Usytuowane są one na pn.-wsch. przedmieściach Enfield i Ilford oraz na południowych peryferiach, w Croydon i Hayes. Na północnych krańcach aglomeracji, w Hatfield i Radlett, umiejscowione są zakłady przemysłu lotniczego British Aircraft Co. i Hawker Siddeley, w południowo-zachodniej dzielnicy Weybridge – zakłady Rolls-Royce. W Dagenham, we wschodniej części aglomeracji, znajduje się wielka fabryka samochodów należąca do brytyjskiej filii Forda. Bliżej centrum mieszczą się liczne małe zakłady przemysłu odzieżowego, spożywczego (Cadbury, Carlsberg-Tetley), papierniczego, a także poligraficznego.

## Transport

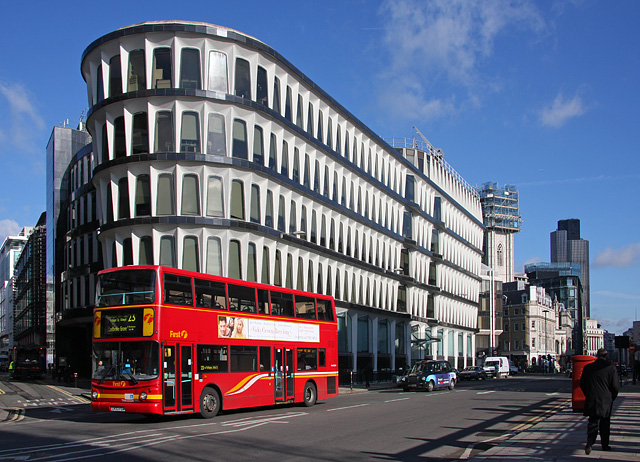
Cannon Street

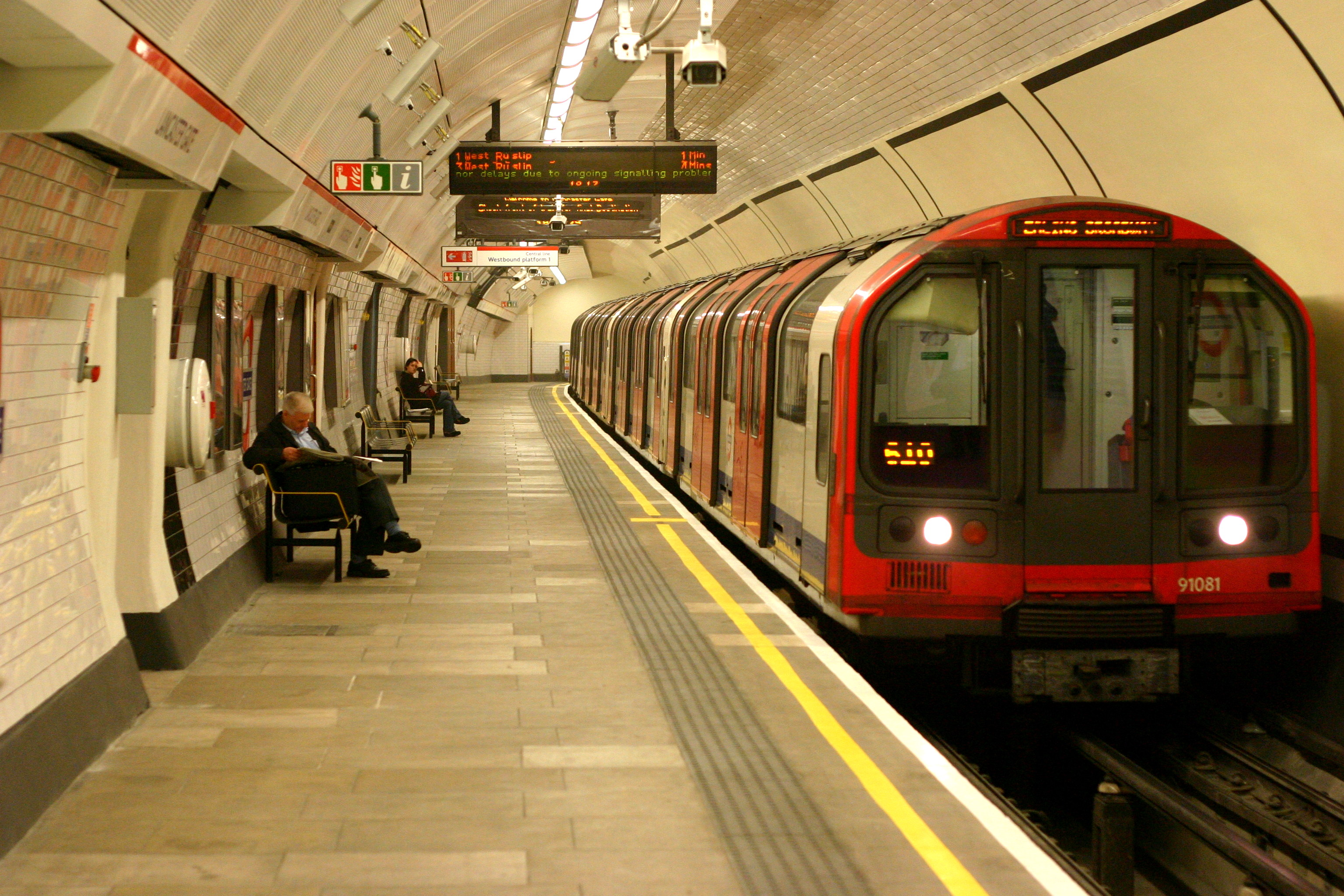
Metro w Londynie

Londyn jest wielkim węzłem komunikacji drogowej, krzyżuje się tam dziewięć autostrad oraz pięć innych ważnych dróg krajowych. Wszystkie połączone są z autostradą M25, która tworzy pierścień wokół miasta.
W Londynie znajduje się 10 dużych dworców kolejowych. Pomimo uruchomienia bezpośredniego połączenia do Paryża i Brukseli w 1994 przez tunel pod kanałem La Manche, znaczenie transportu kolejowego wciąż spada, głównie z powodu wysokich cen biletów.

### Transport miejski
Przewozy pasażerskie wewnątrz aglomeracji odbywają się płynnie dzięki systemowi metra, będącemu najstarszym na świecie, o łącznej długości wszystkich linii 392 km (w tym 171 km pod ziemią), z liczbą 268 stacji. Rocznie przewozi ono około 800 mln pasażerów. Dojazdy do pracy umożliwia szybka kolej podmiejska. Brzegi Tamizy spięte są 28 mostami drogowymi i kolejowymi oraz trzema tunelami pod jej korytem.

### Transport lotniczy
Londyn jest największym międzynarodowym węzłem transportu lotniczego, londyńskie lotniska przyjęły w 2013 ponad 117 mln pasażerów, największymi są kolejno:
- Londyn-Heathrow, obsługujący około 72 mln pasażerów,
- Londyn-Gatwick, około 35 mln,
- Londyn-Stansted, około 18 mln,
- Londyn-Luton około 10 mln,
- Londyn-City, około 3 mln pasażerów rocznie,
- Londyn-Southend – przebudowane i oddane do użytku w 2011.

### Transport wodny

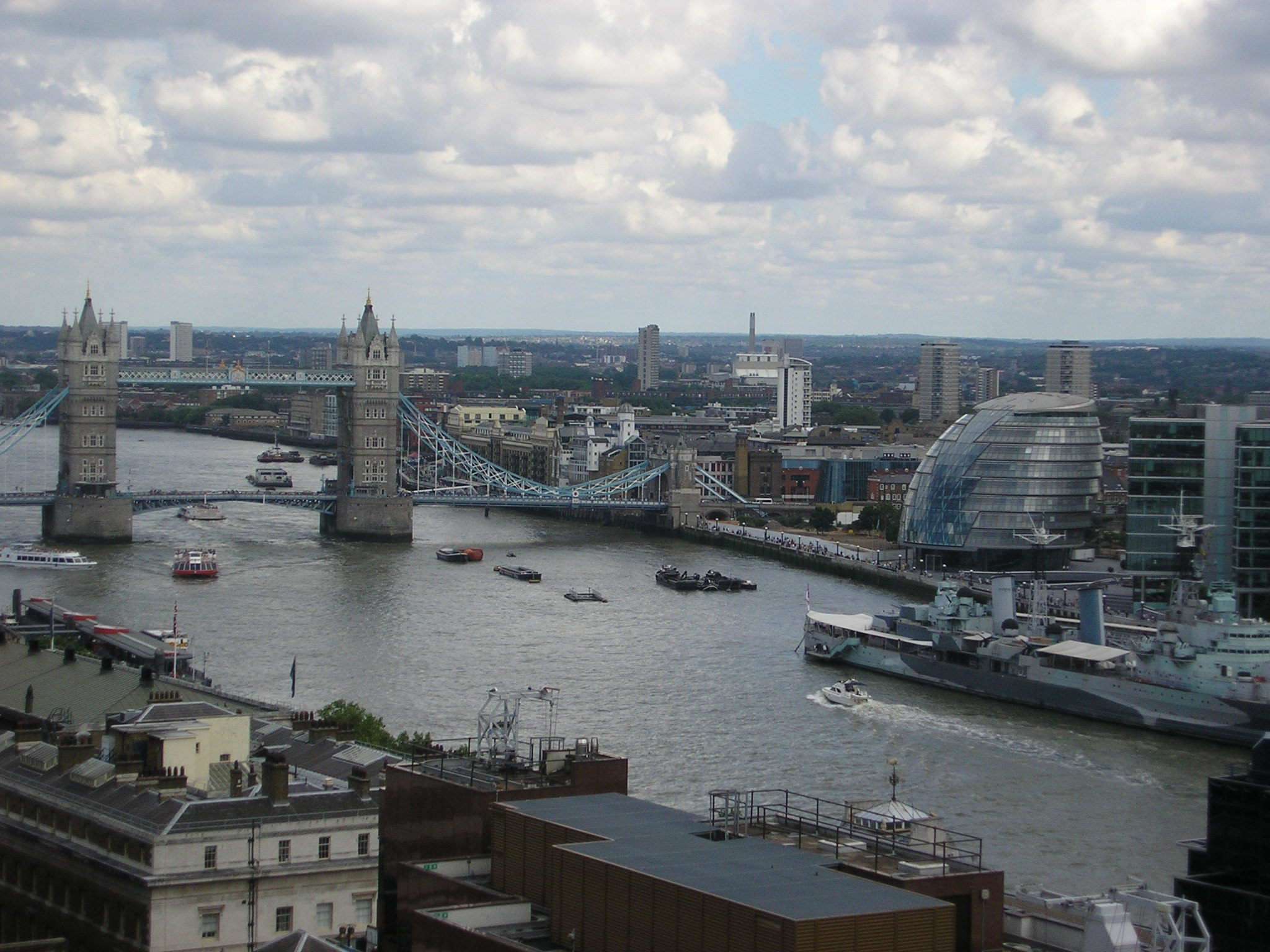
Transport wodny na Tamizie

W dzielnicy Woolwich (część Greenwich), około 10 km w dół rzeki od Tower, zlokalizowany jest duży port handlowy. Dzięki pływom morskim w estuarium Tamizy, port londyński jest przystosowany do obsługi jednostek o zanurzeniu 11,2 m. Większość ładunków jest przeładowywana ze statków na barki, które dostarczają towary do zakładów przemysłowych po obu brzegach Tamizy, docierając do 225 km w głąb wyspy. Przeładunki w porcie w 2000 wyniosły 62 mln ton, z czego najwięcej przypada na surowce dla przemysłu spożywczego, włókienniczego, papierniczego i paliwowego.
Porty kontenerowy i pasażerski obsługujące stolicę znajdują się w Tilbury, poza obrębem aglomeracji.

## Sport

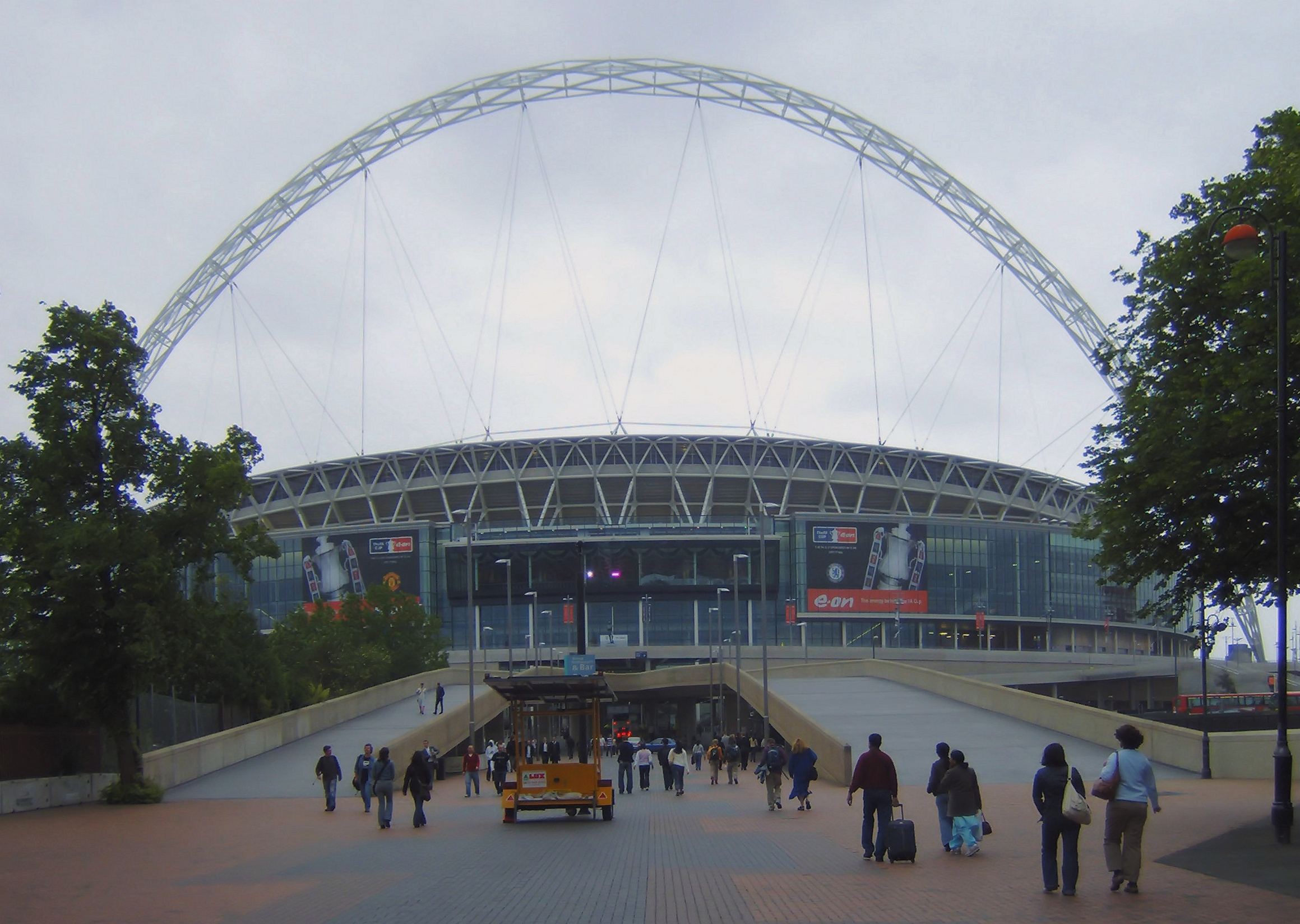
Stadion w dzielnicy Wembley oddany do użytku w 2007

Londyn posiada bogatą infrastrukturę sportową, w postaci stadionów, kortów tenisowych (Wimbledon) oraz licznych terenów rekreacyjnych (Green Park, Hyde Park itd.). Każdego roku na terenie miasta odbywają się dziesiątki rozmaitych imprez sportowych, trzy razy rozgrywane były tam Letnie Igrzyska Olimpijskie (w 1908, 1948 i 2012).
Dużą popularnością cieszy się w Londynie piłka nożna; znajduje się tam aż 7 stadionów należących do pierwszoligowych klubów piłkarskich:
- Arsenal, 13-krotny mistrz Anglii i 14-krotny zdobywca Pucharu Anglii, zdobywca Pucharu Zdobywców Pucharów (1994)
- Chelsea, 6-krotny Mistrz Anglii, 8-krotny zdobywca Pucharu Anglii, zwycięzca Ligi Mistrzów (2012, 2021) oraz Ligi Europy (2013, 2019) i Pucharu Zdobywców Pucharów (1971, 1998)
- Tottenham Hotspur, 2-krotny Mistrz Anglii, 8-krotny zdobywca Pucharu Anglii, zdobywca Pucharu Zdobywców Pucharów (1963) i Pucharu UEFA (1972, 1984)
- Fulham, zdobywca Pucharu Intertoto w 2002 roku
- West Ham United, zdobywca Pucharu Zdobywców Pucharów (1965), Pucharu Intertoto UEFA (1999), Pucharu Anglii (1964, 1975, 1980)

Ponadto w mieście mają swoją siedzibę takie kluby jak: Crystal Palace, Queens Park Rangers, Charlton Athletic, Leyton Orient, Millwall, Brentford F.C., Barnet, czy AFC Wimbledon. Największym stadionem pozostaje Wembley, który jest w stanie pomieścić 90 000 osób.
Popularny jest również tenis. Na południu miasta, w dzielnicy Wimbledon znajdują się słynne korty. Rokrocznie rozgrywany jest tam wielkoszlemowy turniej tenisowy odbywający się na przełomie czerwca i lipca uznawany za nieoficjalne mistrzostwa świata na kortach trawiastych.
Na stadionie Lord’s Cricket Ground, który może pomieścić 30 tysięcy widzów, odbywają się zawody w krykieta.
Innym ważnym wydarzeniem jest londyński maraton, odbywający się w kwietniu.
Pozostałe popularne wśród londyńczyków dyscypliny sportu to golf, koszykówka, rugby, łyżwiarstwo oraz kajakarstwo.
Stadion Hackney Wick Stadium specjalnie przystosowany do organizacji imprez żużlowych gościł w latach 1995–1996 2 rundy Grand Prix Wielkiej Brytanii.

Panorama Londynu. Widok z Katedry św. Pawła